# Мамонты
Ма́монты (лат. Mammuthus) — род вымерших млекопитающих отряда хоботных, существовавший в период с плиоцена (5 млн лет назад) по начало голоцена (ок. 4 тыс. лет назад). Различные их виды населяли биотопы Африки, Европы, Азии и Северной Америки. К семейству, в которое они входили — слоновые — также относятся два рода современных слонов вместе с их предками. Генетически мамонты были ближе к современным азиатским слонам, нежели к африканским. Животные обычно обладали длинными изогнутыми бивнями, а виды, обитающие в полярных районах — длинной шерстью. Они достигали высоты 5,5 метров и массы тела 14—15 тонн; таким образом, мамонты были в два раза тяжелее самых крупных современных наземных млекопитающих — африканских слонов.
Древнейший представитель рода, Mammuthus subplanifrons, появился в начале плиоцена, около 5 миллионов лет назад, на территории современной Южной и Восточной Африки. Потомки этих мамонтов, в том числе южный мамонт, продолжали расселяться на север, их видовое разнообразие росло, и в конечном итоге охватило большую часть Евразии. Около 1,5—1,3 миллиона лет назад мамонты достигли и Северной Америки, эволюционировав в колумбийского мамонта. Последний вид рода, шерстистый мамонт (Mammuthus primigenius), появился около 400 000 лет назад на территории Восточной Азии и процветал вплоть до появления первых цивилизаций: некоторые популяции сохранялись в Сибири и её прилегающей части, на острове Врангеля и на полуострове Таймыр вплоть до расцвета Вавилонского царства, то есть вид вымер уже в историческое время, приблизительно 3700—4000 лет назад.

## Происхождение названия

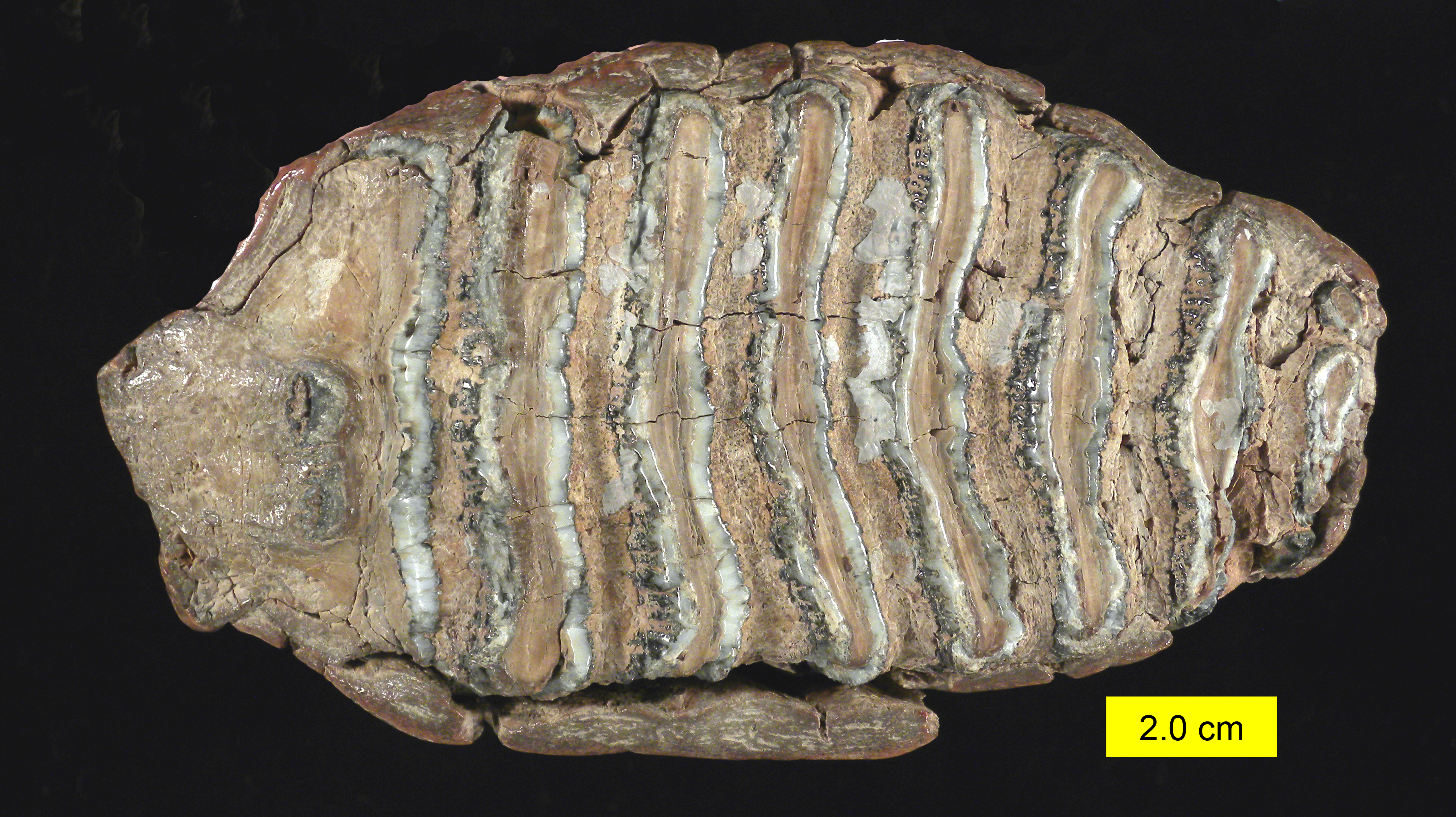
Зуб мамонта

Русское слово «мамонт», предположительно, происходит от манс. манг онт — «земляной рог». Манси первоначально называли так не само животное, а его бивни, которые часто находили в земле.  Бивни мамонта были издавна известны на Севере и в Сибири и вошли в фольклор многих народов. Предлагался также ряд других вариантов этимологии.
Первоначально это заимствованное слово пришло в русский язык в виде маммут или мамот. Впервые оно начало употребляться на рубеже XVI—XVII веков, во время активного освоения русскими Сибири. В таком виде слово было заимствовано из русского в другие мировые языки — англ. mammoth, нем. Mammut и научное лат. Mammuthus, построенное учёными по образцу европейских языков, и др.
Уже после заимствования первоначальной русской формы слова в другие языки оно, предположительно, испытало на себе в русском языке влияние православного имени Ма́мант, др.-рус. Мамонтъ, использовавшегося ещё в конце XIX века (например, известный театральный актёр Мамонт Дальский, купеческая семья Мамонтовы). Это имя греческого происхождения — греч. Μάμας, Μάμαντος (христианский мученик Мамант Кесарийский), которое означает «материнский», «сосущий материнскую грудь», от позднего греч. μάμμα (мамма) — «мать», и к мансийскому словосочетанию отношения не имеет.

## История изучения

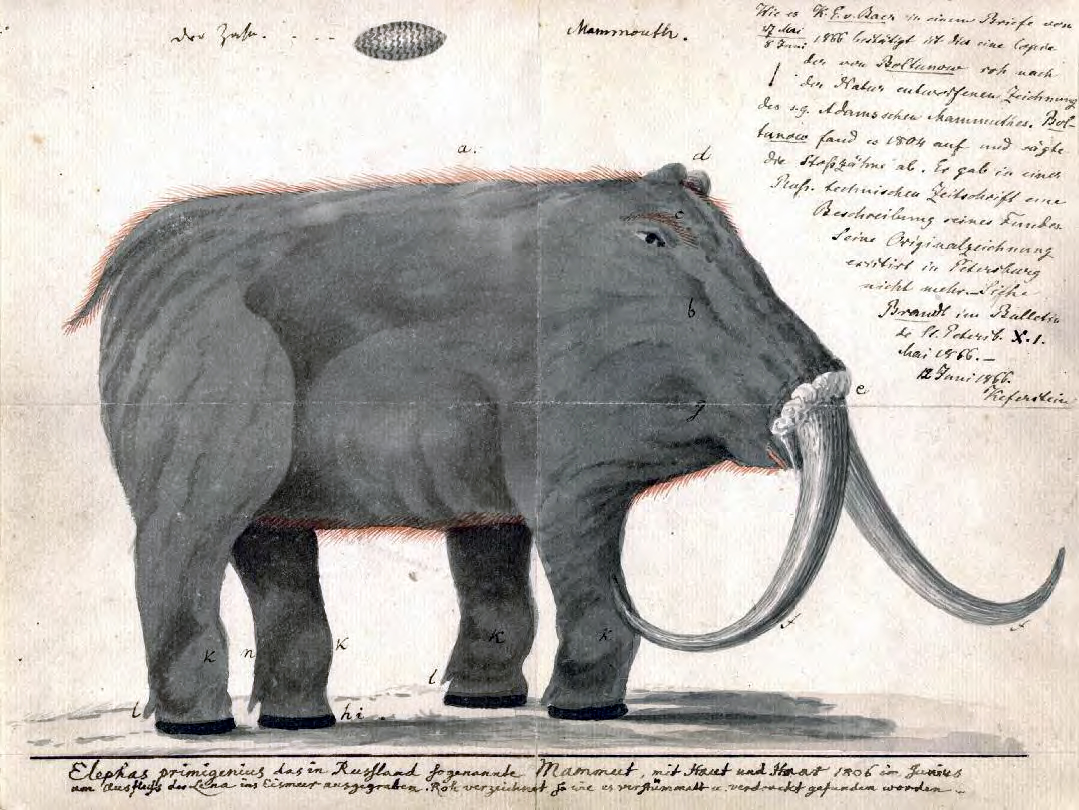
Реконструкция мамонта 1805 года купцом из Якутска Романом Болтуновым на основе замороженной туши, которую он видел в Сибири

Кости и особенно коренные зубы мамонтов встречались весьма часто в отложениях ледниковой эпохи Европы и Сибири и были известны уже давно и по своим огромным размерам приписывались вымершим великанам. В Валенсии коренной зуб мамонта почитали как часть мощей св. Христофора, и ещё в 1789 году каноники святого Винцента носили бедренную кость мамонта в своих процессиях, выдавая её за остаток руки названного святого. Более подробно с анатомией мамонта удалось ознакомиться после того, как в 1799 году тунгусы открыли в вечномёрзлой почве Сибири близ устья реки Лены цельный труп мамонта, вымытый весенними водами и превосходно сохранившийся — с мясом, кожей и шерстью. Через 7 лет, в 1806 году, отправленному Академией наук Адамсу удалось собрать почти полный скелет животного с уцелевшими отчасти связками, часть кожи, некоторые внутренности, глаз и до 30 фунтов волос; всё остальное уничтожили волки, медведи и собаки. В Сибири бивни мамонтов, вымывавшиеся весенними водами и собиравшиеся туземцами, составляли предмет значительной отпускной торговли, заменяя в токарных изделиях слоновую кость.

## Описание

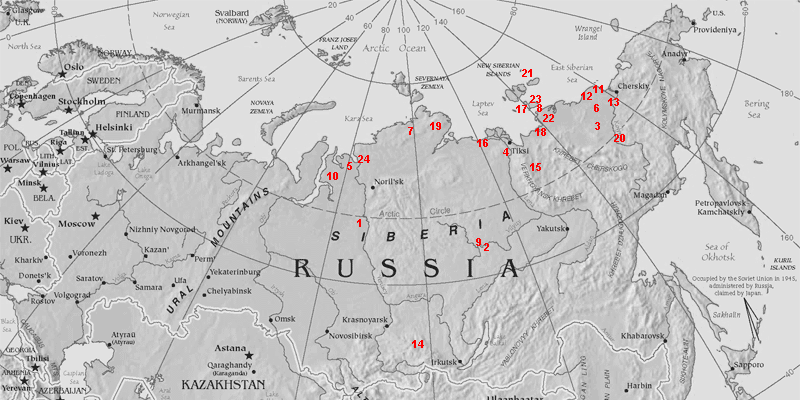
Карта находок костей мамонтов в Северо-Восточной Сибири

Наиболее древний вид рода (Mammuthus subplanifrons) появился 5 млн лет назад в Африке (в плиоцене), поздние виды мамонтов (колумбийский, императорский) вымерли примерно 11 тысяч лет назад. Реликтовые популяции шерстистого мамонта, на недоступных для человека островах Арктики, жили ещё 4 тыс. лет назад.
Южный мамонт распространился из Африки и заселил обширные территории Евразии и Северной Америки 2,3—1,5 млн лет назад. Этот вид и произошедший от него степной мамонт обитали в период раннего и среднего плейстоцена в лесных и степных регионах с умеренным климатом. Около 400 тыс. лет назад появились шерстистые мамонты, которые были отлично приспособлены к жизни в суровых условиях холодного климата Голарктики; обитали в Европе, Азии и Северной Америке. Характерной их особенностью был густой шёрстный покров. Судя по раскопанным останкам, они жили семейными группами, так же, как современные слоны.
Многочисленные кости мамонтов были найдены на стоянках древнего человека каменного века; обнаружены также рисунки и скульптуры мамонтов, сделанные доисторическим человеком. Такие рисунки найдены, например, в Каповой пещере, пещерах Руффиньяк, Фон-де-Гом, Шове (Франция), Пиндаль (Испания), других пещерных стоянках древних людей. На некоторых рисунках также изображены сцены охоты на мамонтов.
В Сибири и на Аляске известны случаи нахождения трупов мамонтов, хорошо сохранившихся благодаря пребыванию их в толще многолетней мерзлоты.

### Фенотип

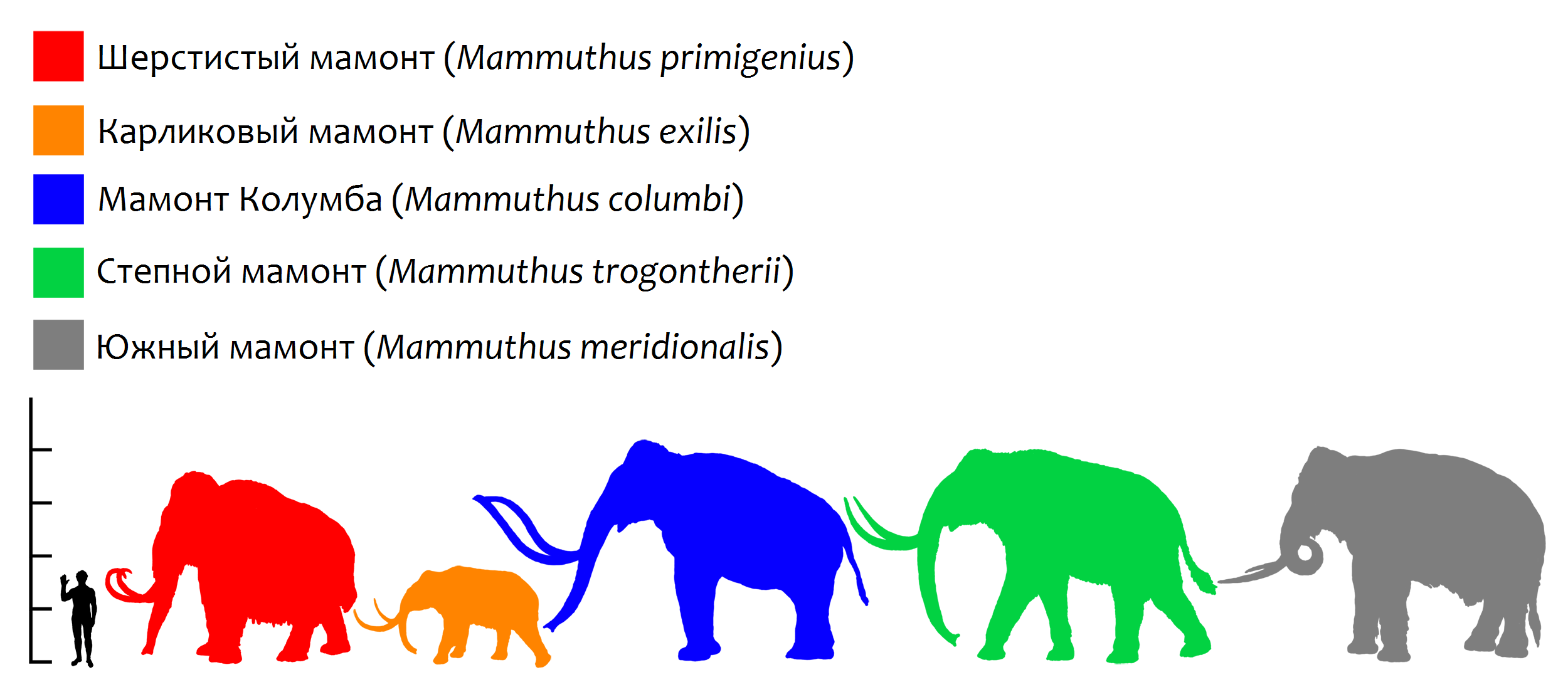
Сравнение мамонтов разных видов и человека

Вопреки распространённому мнению, мамонты не являются предками современных слонов. Африканские слоны и мамонты произошли от общего африканского предка из вымершего рода Primelephas семейства слоновых 5—6 млн лет назад и в дальнейшем их линии развивались параллельно. Евразийские, североамериканские виды мамонтов произошли от южного мамонта около 1,5 млн лет назад, азиатские слоны появились около 4 млн лет назад. Однако, по результатам последних генетических исследований, допускается вероятность периодической гибридизации между линиями слонов и шерстистых мамонтов в Евразии.
Мамонты в конце плейстоцена, 30—12 тыс. лет назад, в Евразии были представлены 1 видом (шерстистый мамонт). В Северной Америке их видовое разнообразие в это время было значительно выше, одновременно существовало, по разным данным, 3—5 видов: императорский, Колумба, Mammuthus jeffersonii, карликовый мамонт и шерстистый мамонт, которые жили в разных климатических зонах.
Основные виды мамонтов по размерам не превосходили современных слонов, но при этом североамериканский вид Mammuthus imperator (императорский мамонт) достигал высоты 5,5 метров и массы 14 тонн, а карликовые виды Mammuthus exilis и Mammuthus lamarmorae не превышали 2 метра в высоту и были массой до 900 кг.

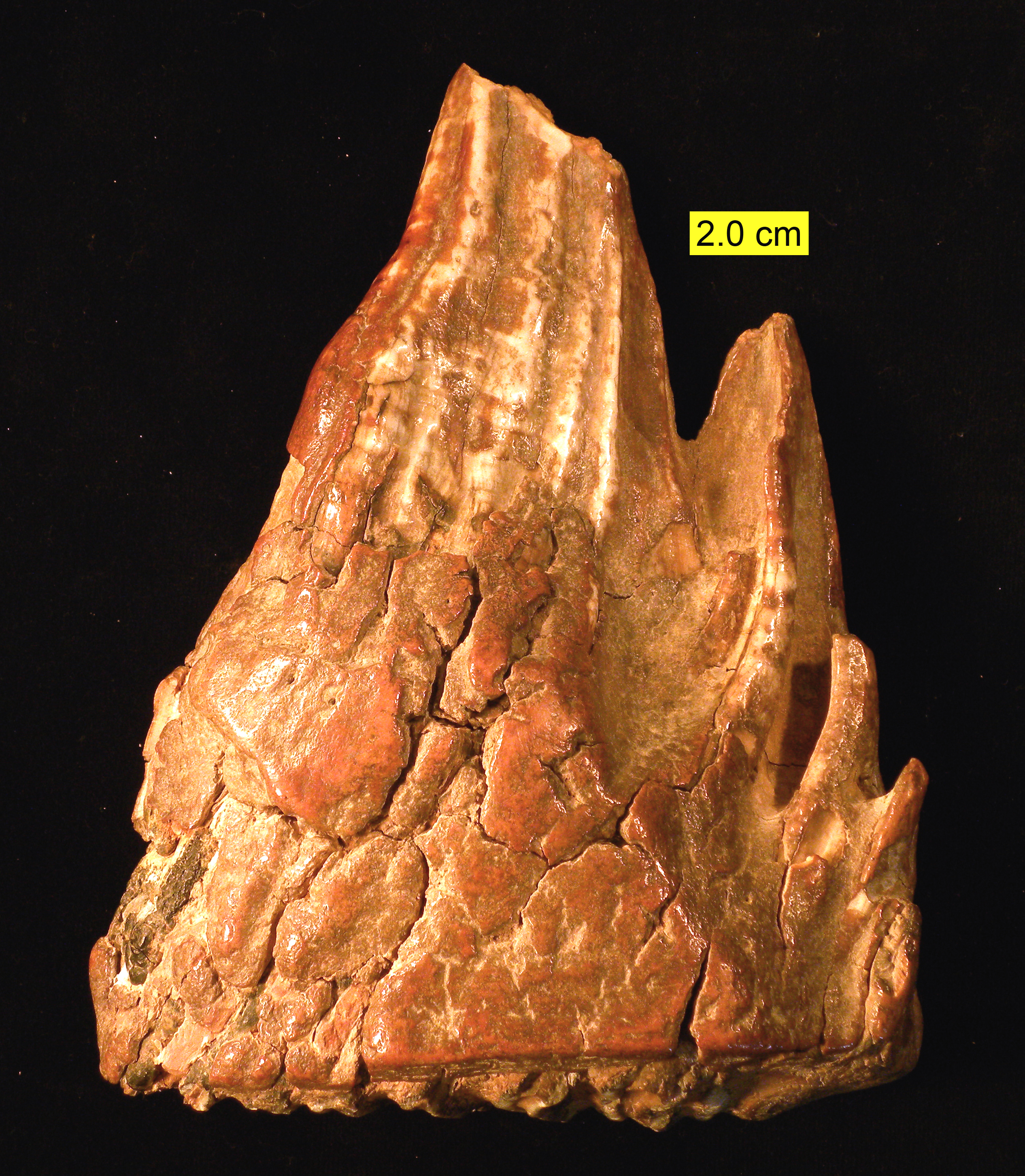
Зуб мамонта сбоку

В сравнении с современными слонами мамонты обладали более массивным туловищем (см. Правило Бергмана), более короткими ногами, длинной шерстью, меньшего размера ушами (см. Правило Аллена) и длинными изогнутыми бивнями; последние могли служить мамонту для добывания пищи в зимнее время из-под снега. Коренные зубы мамонта с многочисленными тонкими дентино-эмалевыми пластинами были хорошо приспособлены для пережёвывания грубого растительного корма.
Хобот на конце имел поперечное расширение, которое, предположительно, служило для разгребания снега, предотвращения обморожения хобота, а также для употребления снега для утоления жажды. Кончик хобота у мамонтов был безволосый, что говорит о его использовании в добыче пищи.
На спине наиболее северных видов располагался горб, который, как считалось ранее, образовывался удлинёнными остистыми отростками позвонков. Более поздние находки, однако, показали, что в горбу мамонта нет больших отростков. Зато, подобно верблюдам, там мамонты накапливали мощные запасы жира.

### Скелет

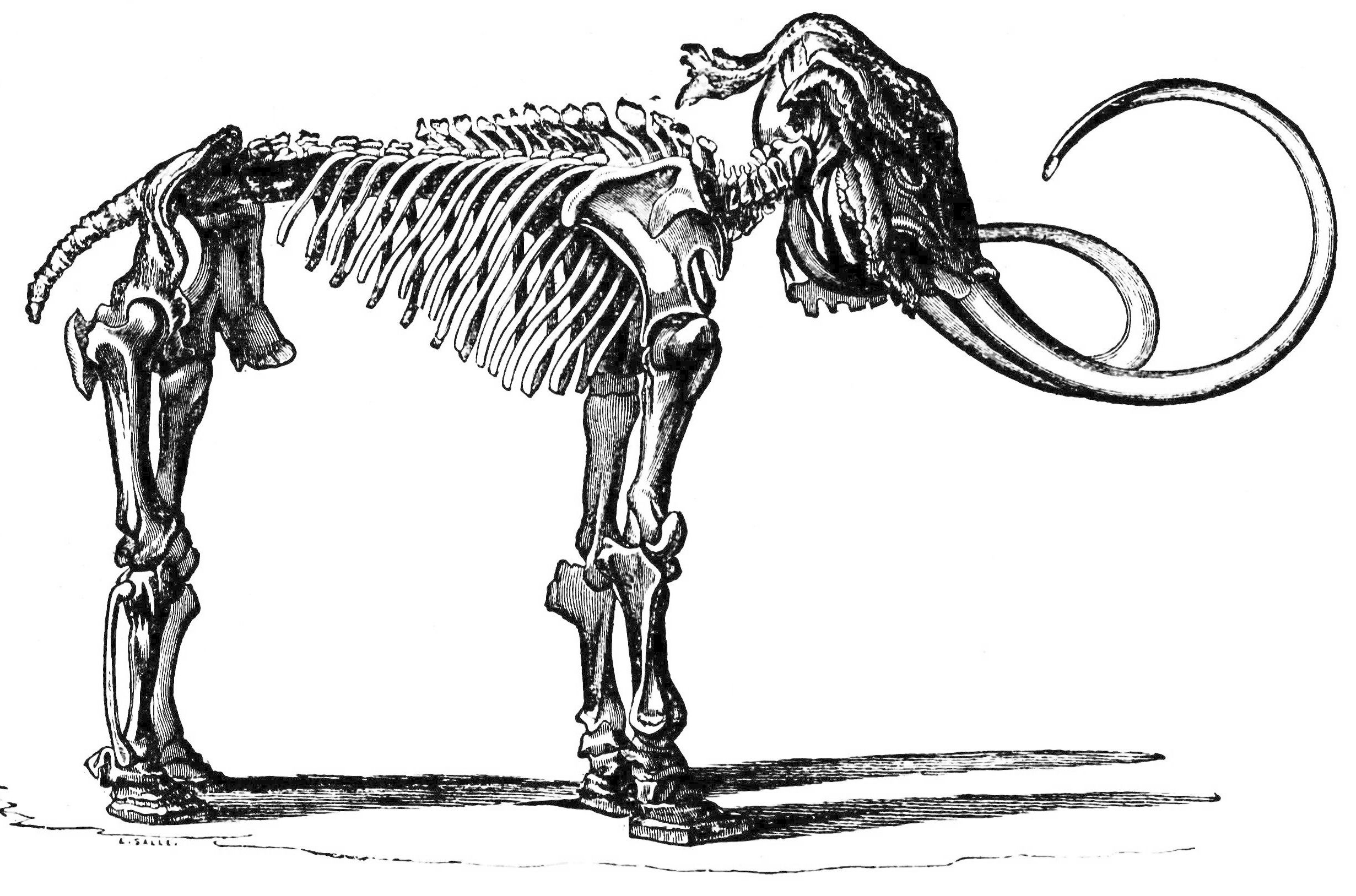
Скелет

По строению скелета шерстистый мамонт представлял значительное сходство с ныне живущим индийским слоном, которого несколько превосходил величиной, достигая 5,5 м длины и 3,5 м высоты. Громадные бивни мамонта — у самца до 4 м в длину, весом до 100 кг — были расположены в верхней челюсти, выставлялись вперёд, загибались кверху, на них опиралось основание хобота. Голова мамонта была крупнее, чем у современных слонов, спина — более покатая.
Очень крупные коренные зубы, которых у мамонтов было по одному в каждой половине челюсти, несколько шире, чем у слона, и отличаются бо́льшим количеством и твёрдостью пластинчатых эмалевых коробочек, заполненных зубным веществом. По мере истирания зубы мамонта, как и у современных слонов, менялись на новые — такая смена могла проходить до 6 раз за время жизни.

### Геном
В июне 2008 года в журнале «Proceedings of the National Academy of Sciences» была опубликована статья об анализе митохондриальной ДНК, полученной из образцов шерсти 13 мамонтов. В том же году в этом журнале была опубликована статья о митохондриальном геноме ещё 5 мамонтов, что позволило выявить две филогенетические ветви шерстистых мамонтов, не смешивавшихся между собой. Более многочисленная филогенетическая ветвь занимала очень большие территориальные просторы Сибири и Берингии. Менее многочисленная ветвь обитала в пределах водораздела рек Лены и Колымы и вымерла на несколько десятков тысяч лет раньше, её заменила более многочисленная ветвь, имеющая более высокое генетическое разнообразие.
В мае 2015 года в журнале «Current Biology» была опубликована статья о расшифровке генома двух шерстистых мамонтов. Мамонт с Оймякона жил около 44,8 тыс. лет назад, а мамонт с острова Врангеля — 4300 лет назад. Оказалось, что предковая для обоих мамонтов популяция дважды прошла через «бутылочное горлышко» — 285 и 130 тыс. лет назад, когда численность мамонтов резко сократилась, а затем эта популяция вновь восстановила свою численность. Третьим был расшифрован геном мамонтёнка Хромы.
Изучив полные митохондриальные геномы трёх мамонтов из Сибири, учёные пришли к выводу, что их возраст старше первоначальных оценок: Крестовка — около 1,65 млн л. н., Адыча — 1,34 млн л. н., а Чукочья — 0,87 млн л. н. Анализ ядерного генома дал для Адычи возраст 1,28 млн л. н., для Чукочьей — 0,62 млн л. н. Образец из Крестовки принадлежит к ранее не известной генетической линии мамонтов, которые отделились от других мамонтов примерно 2,66—1,78 млн л. н. до разделения эволюционных линий шерстистых мамонтов и североамериканских мамонтов Колумба (Mammuthus columbi); Адыча напоминает степных мамонтов (M. trogontherii), Чукочья похожа на шерстистого мамонта (M. primigenius). Около миллиона лет назад шерстистых мамонтов (Mammuthus primigenius) ещё не существовало. Они стали появляться только около 800 тыс. л. н., а вымерли около 4000 лет назад. В раннем плейстоцене на востоке Сибири в Крестовке и Адыче жили две изолированные популяции мамонтов — возможно, разные виды. Популяция Адычи стала предковой для шерстистых мамонтов, а потомки популяции из Крестовки стали первыми мамонтами, заселившими Северную Америку около 1,5 млн л. н. Около 420 тыс. л. н. произошло скрещивание потомков этой популяции с шерстистыми мамонтами, что привело к появлению мамонтов Колумба. Позднее произошёл ещё один эпизод скрещивания мамонтов Колумба с шерстистыми мамонтами, что противоречит популярной гипотезе о том, что мамонты Колумба напрямую происходят от южных мамонтов (Mammuthus meridionalis).

#### Генетические группы
Генетически шерстистые мамонты делятся на 3 группы:
1. азиатская группа, появившаяся более 450 тыс. лет назад;
2. американская группа, появившаяся около 450 тыс. лет назад;
3. интерконтинентальная группа, переселившаяся из Северной Америки около 300 тыс. лет назад.

## Кладограмма
|             | †Palaeoloxodon (Палеолоксодоны)                                                    |
|             |                                                                                    |
| Elephantina | \| \| Elephas (Индийские слоны) \| \| \| \| \| \| †Mammuthus (Мамонты) \| \| \| \| |
|             | \| \| Elephas (Индийские слоны) \| \| \| \| \| \| †Mammuthus (Мамонты) \| \| \| \| |
|             | Elephas (Индийские слоны)                                                          |
|             |                                                                                    |
|             | †Mammuthus (Мамонты)                                                               |
|             |                                                                                    |

|  | Elephas (Индийские слоны) |
|  |                           |
|  | †Mammuthus (Мамонты)      |
|  |                           |

|             | †Palaeoloxodon (Палеолоксодоны)                                                    |
|             |                                                                                    |
| Elephantina | \| \| Elephas (Индийские слоны) \| \| \| \| \| \| †Mammuthus (Мамонты) \| \| \| \| |
|             | \| \| Elephas (Индийские слоны) \| \| \| \| \| \| †Mammuthus (Мамонты) \| \| \| \| |
|             | Elephas (Индийские слоны)                                                          |
|             |                                                                                    |
|             | †Mammuthus (Мамонты)                                                               |
|             |                                                                                    |

|  | Elephas (Индийские слоны) |
|  |                           |
|  | †Mammuthus (Мамонты)      |
|  |                           |

|             | †Palaeoloxodon (Палеолоксодоны)                                                    |
|             |                                                                                    |
| Elephantina | \| \| Elephas (Индийские слоны) \| \| \| \| \| \| †Mammuthus (Мамонты) \| \| \| \| |
|             | \| \| Elephas (Индийские слоны) \| \| \| \| \| \| †Mammuthus (Мамонты) \| \| \| \| |
|             | Elephas (Индийские слоны)                                                          |
|             |                                                                                    |
|             | †Mammuthus (Мамонты)                                                               |
|             |                                                                                    |

|  | Elephas (Индийские слоны) |
|  |                           |
|  | †Mammuthus (Мамонты)      |
|  |                           |

|             | †Palaeoloxodon (Палеолоксодоны)                                                    |
|             |                                                                                    |
| Elephantina | \| \| Elephas (Индийские слоны) \| \| \| \| \| \| †Mammuthus (Мамонты) \| \| \| \| |
|             | \| \| Elephas (Индийские слоны) \| \| \| \| \| \| †Mammuthus (Мамонты) \| \| \| \| |
|             | Elephas (Индийские слоны)                                                          |
|             |                                                                                    |
|             | †Mammuthus (Мамонты)                                                               |
|             |                                                                                    |

|  | Elephas (Индийские слоны) |
|  |                           |
|  | †Mammuthus (Мамонты)      |
|  |                           |

|             | †Palaeoloxodon (Палеолоксодоны)                                                    |
|             |                                                                                    |
| Elephantina | \| \| Elephas (Индийские слоны) \| \| \| \| \| \| †Mammuthus (Мамонты) \| \| \| \| |
|             | \| \| Elephas (Индийские слоны) \| \| \| \| \| \| †Mammuthus (Мамонты) \| \| \| \| |
|             | Elephas (Индийские слоны)                                                          |
|             |                                                                                    |
|             | †Mammuthus (Мамонты)                                                               |
|             |                                                                                    |

|  | Elephas (Индийские слоны) |
|  |                           |
|  | †Mammuthus (Мамонты)      |
|  |                           |

|             | †Palaeoloxodon (Палеолоксодоны)                                                    |
|             |                                                                                    |
| Elephantina | \| \| Elephas (Индийские слоны) \| \| \| \| \| \| †Mammuthus (Мамонты) \| \| \| \| |
|             | \| \| Elephas (Индийские слоны) \| \| \| \| \| \| †Mammuthus (Мамонты) \| \| \| \| |
|             | Elephas (Индийские слоны)                                                          |
|             |                                                                                    |
|             | †Mammuthus (Мамонты)                                                               |
|             |                                                                                    |

|  | Elephas (Индийские слоны) |
|  |                           |
|  | †Mammuthus (Мамонты)      |
|  |                           |

|             | †Palaeoloxodon (Палеолоксодоны)                                                    |
|             |                                                                                    |
| Elephantina | \| \| Elephas (Индийские слоны) \| \| \| \| \| \| †Mammuthus (Мамонты) \| \| \| \| |
|             | \| \| Elephas (Индийские слоны) \| \| \| \| \| \| †Mammuthus (Мамонты) \| \| \| \| |
|             | Elephas (Индийские слоны)                                                          |
|             |                                                                                    |
|             | †Mammuthus (Мамонты)                                                               |
|             |                                                                                    |

|  | Elephas (Индийские слоны) |
|  |                           |
|  | †Mammuthus (Мамонты)      |
|  |                           |

|             | †Palaeoloxodon (Палеолоксодоны)                                                    |
|             |                                                                                    |
| Elephantina | \| \| Elephas (Индийские слоны) \| \| \| \| \| \| †Mammuthus (Мамонты) \| \| \| \| |
|             | \| \| Elephas (Индийские слоны) \| \| \| \| \| \| †Mammuthus (Мамонты) \| \| \| \| |
|             | Elephas (Индийские слоны)                                                          |
|             |                                                                                    |
|             | †Mammuthus (Мамонты)                                                               |
|             |                                                                                    |

|  | Elephas (Индийские слоны) |
|  |                           |
|  | †Mammuthus (Мамонты)      |
|  |                           |

|             | †Palaeoloxodon (Палеолоксодоны)                                                    |
|             |                                                                                    |
| Elephantina | \| \| Elephas (Индийские слоны) \| \| \| \| \| \| †Mammuthus (Мамонты) \| \| \| \| |
|             | \| \| Elephas (Индийские слоны) \| \| \| \| \| \| †Mammuthus (Мамонты) \| \| \| \| |
|             | Elephas (Индийские слоны)                                                          |
|             |                                                                                    |
|             | †Mammuthus (Мамонты)                                                               |
|             |                                                                                    |

|  | Elephas (Индийские слоны) |
|  |                           |
|  | †Mammuthus (Мамонты)      |
|  |                           |

|             | †Palaeoloxodon (Палеолоксодоны)                                                    |
|             |                                                                                    |
| Elephantina | \| \| Elephas (Индийские слоны) \| \| \| \| \| \| †Mammuthus (Мамонты) \| \| \| \| |
|             | \| \| Elephas (Индийские слоны) \| \| \| \| \| \| †Mammuthus (Мамонты) \| \| \| \| |
|             | Elephas (Индийские слоны)                                                          |
|             |                                                                                    |
|             | †Mammuthus (Мамонты)                                                               |
|             |                                                                                    |

|  | Elephas (Индийские слоны) |
|  |                           |
|  | †Mammuthus (Мамонты)      |
|  |                           |

|             | †Palaeoloxodon (Палеолоксодоны)                                                    |
|             |                                                                                    |
| Elephantina | \| \| Elephas (Индийские слоны) \| \| \| \| \| \| †Mammuthus (Мамонты) \| \| \| \| |
|             | \| \| Elephas (Индийские слоны) \| \| \| \| \| \| †Mammuthus (Мамонты) \| \| \| \| |
|             | Elephas (Индийские слоны)                                                          |
|             |                                                                                    |
|             | †Mammuthus (Мамонты)                                                               |
|             |                                                                                    |

|  | Elephas (Индийские слоны) |
|  |                           |
|  | †Mammuthus (Мамонты)      |
|  |                           |

|             | †Palaeoloxodon (Палеолоксодоны)                                                    |
|             |                                                                                    |
| Elephantina | \| \| Elephas (Индийские слоны) \| \| \| \| \| \| †Mammuthus (Мамонты) \| \| \| \| |
|             | \| \| Elephas (Индийские слоны) \| \| \| \| \| \| †Mammuthus (Мамонты) \| \| \| \| |
|             | Elephas (Индийские слоны)                                                          |
|             |                                                                                    |
|             | †Mammuthus (Мамонты)                                                               |
|             |                                                                                    |

|  | Elephas (Индийские слоны) |
|  |                           |
|  | †Mammuthus (Мамонты)      |
|  |                           |

|             | †Palaeoloxodon (Палеолоксодоны)                                                    |
|             |                                                                                    |
| Elephantina | \| \| Elephas (Индийские слоны) \| \| \| \| \| \| †Mammuthus (Мамонты) \| \| \| \| |
|             | \| \| Elephas (Индийские слоны) \| \| \| \| \| \| †Mammuthus (Мамонты) \| \| \| \| |
|             | Elephas (Индийские слоны)                                                          |
|             |                                                                                    |
|             | †Mammuthus (Мамонты)                                                               |
|             |                                                                                    |

|  | Elephas (Индийские слоны) |
|  |                           |
|  | †Mammuthus (Мамонты)      |
|  |                           |

|             | †Palaeoloxodon (Палеолоксодоны)                                                    |
|             |                                                                                    |
| Elephantina | \| \| Elephas (Индийские слоны) \| \| \| \| \| \| †Mammuthus (Мамонты) \| \| \| \| |
|             | \| \| Elephas (Индийские слоны) \| \| \| \| \| \| †Mammuthus (Мамонты) \| \| \| \| |
|             | Elephas (Индийские слоны)                                                          |
|             |                                                                                    |
|             | †Mammuthus (Мамонты)                                                               |
|             |                                                                                    |

|  | Elephas (Индийские слоны) |
|  |                           |
|  | †Mammuthus (Мамонты)      |
|  |                           |

|             | †Palaeoloxodon (Палеолоксодоны)                                                    |
|             |                                                                                    |
| Elephantina | \| \| Elephas (Индийские слоны) \| \| \| \| \| \| †Mammuthus (Мамонты) \| \| \| \| |
|             | \| \| Elephas (Индийские слоны) \| \| \| \| \| \| †Mammuthus (Мамонты) \| \| \| \| |
|             | Elephas (Индийские слоны)                                                          |
|             |                                                                                    |
|             | †Mammuthus (Мамонты)                                                               |
|             |                                                                                    |

|  | Elephas (Индийские слоны) |
|  |                           |
|  | †Mammuthus (Мамонты)      |
|  |                           |

|             | †Palaeoloxodon (Палеолоксодоны)                                                    |
|             |                                                                                    |
| Elephantina | \| \| Elephas (Индийские слоны) \| \| \| \| \| \| †Mammuthus (Мамонты) \| \| \| \| |
|             | \| \| Elephas (Индийские слоны) \| \| \| \| \| \| †Mammuthus (Мамонты) \| \| \| \| |
|             | Elephas (Индийские слоны)                                                          |
|             |                                                                                    |
|             | †Mammuthus (Мамонты)                                                               |
|             |                                                                                    |

|  | Elephas (Индийские слоны) |
|  |                           |
|  | †Mammuthus (Мамонты)      |
|  |                           |

|             | †Palaeoloxodon (Палеолоксодоны)                                                    |
|             |                                                                                    |
| Elephantina | \| \| Elephas (Индийские слоны) \| \| \| \| \| \| †Mammuthus (Мамонты) \| \| \| \| |
|             | \| \| Elephas (Индийские слоны) \| \| \| \| \| \| †Mammuthus (Мамонты) \| \| \| \| |
|             | Elephas (Индийские слоны)                                                          |
|             |                                                                                    |
|             | †Mammuthus (Мамонты)                                                               |
|             |                                                                                    |

|  | Elephas (Индийские слоны) |
|  |                           |
|  | †Mammuthus (Мамонты)      |
|  |                           |

|             | †Palaeoloxodon (Палеолоксодоны)                                                    |
|             |                                                                                    |
| Elephantina | \| \| Elephas (Индийские слоны) \| \| \| \| \| \| †Mammuthus (Мамонты) \| \| \| \| |
|             | \| \| Elephas (Индийские слоны) \| \| \| \| \| \| †Mammuthus (Мамонты) \| \| \| \| |
|             | Elephas (Индийские слоны)                                                          |
|             |                                                                                    |
|             | †Mammuthus (Мамонты)                                                               |
|             |                                                                                    |

|  | Elephas (Индийские слоны) |
|  |                           |
|  | †Mammuthus (Мамонты)      |
|  |                           |

|             | †Palaeoloxodon (Палеолоксодоны)                                                    |
|             |                                                                                    |
| Elephantina | \| \| Elephas (Индийские слоны) \| \| \| \| \| \| †Mammuthus (Мамонты) \| \| \| \| |
|             | \| \| Elephas (Индийские слоны) \| \| \| \| \| \| †Mammuthus (Мамонты) \| \| \| \| |
|             | Elephas (Индийские слоны)                                                          |
|             |                                                                                    |
|             | †Mammuthus (Мамонты)                                                               |
|             |                                                                                    |

|  | Elephas (Индийские слоны) |
|  |                           |
|  | †Mammuthus (Мамонты)      |
|  |                           |

|             | †Palaeoloxodon (Палеолоксодоны)                                                    |
|             |                                                                                    |
| Elephantina | \| \| Elephas (Индийские слоны) \| \| \| \| \| \| †Mammuthus (Мамонты) \| \| \| \| |
|             | \| \| Elephas (Индийские слоны) \| \| \| \| \| \| †Mammuthus (Мамонты) \| \| \| \| |
|             | Elephas (Индийские слоны)                                                          |
|             |                                                                                    |
|             | †Mammuthus (Мамонты)                                                               |
|             |                                                                                    |

|  | Elephas (Индийские слоны) |
|  |                           |
|  | †Mammuthus (Мамонты)      |
|  |                           |

|             | †Palaeoloxodon (Палеолоксодоны)                                                    |
|             |                                                                                    |
| Elephantina | \| \| Elephas (Индийские слоны) \| \| \| \| \| \| †Mammuthus (Мамонты) \| \| \| \| |
|             | \| \| Elephas (Индийские слоны) \| \| \| \| \| \| †Mammuthus (Мамонты) \| \| \| \| |
|             | Elephas (Индийские слоны)                                                          |
|             |                                                                                    |
|             | †Mammuthus (Мамонты)                                                               |
|             |                                                                                    |

|  | Elephas (Индийские слоны) |
|  |                           |
|  | †Mammuthus (Мамонты)      |
|  |                           |

|             | †Palaeoloxodon (Палеолоксодоны)                                                    |
|             |                                                                                    |
| Elephantina | \| \| Elephas (Индийские слоны) \| \| \| \| \| \| †Mammuthus (Мамонты) \| \| \| \| |
|             | \| \| Elephas (Индийские слоны) \| \| \| \| \| \| †Mammuthus (Мамонты) \| \| \| \| |
|             | Elephas (Индийские слоны)                                                          |
|             |                                                                                    |
|             | †Mammuthus (Мамонты)                                                               |
|             |                                                                                    |

|  | Elephas (Индийские слоны) |
|  |                           |
|  | †Mammuthus (Мамонты)      |
|  |                           |

|             | †Palaeoloxodon (Палеолоксодоны)                                                    |
|             |                                                                                    |
| Elephantina | \| \| Elephas (Индийские слоны) \| \| \| \| \| \| †Mammuthus (Мамонты) \| \| \| \| |
|             | \| \| Elephas (Индийские слоны) \| \| \| \| \| \| †Mammuthus (Мамонты) \| \| \| \| |
|             | Elephas (Индийские слоны)                                                          |
|             |                                                                                    |
|             | †Mammuthus (Мамонты)                                                               |
|             |                                                                                    |

|  | Elephas (Индийские слоны) |
|  |                           |
|  | †Mammuthus (Мамонты)      |
|  |                           |

|             | †Palaeoloxodon (Палеолоксодоны)                                                    |
|             |                                                                                    |
| Elephantina | \| \| Elephas (Индийские слоны) \| \| \| \| \| \| †Mammuthus (Мамонты) \| \| \| \| |
|             | \| \| Elephas (Индийские слоны) \| \| \| \| \| \| †Mammuthus (Мамонты) \| \| \| \| |
|             | Elephas (Индийские слоны)                                                          |
|             |                                                                                    |
|             | †Mammuthus (Мамонты)                                                               |
|             |                                                                                    |

|  | Elephas (Индийские слоны) |
|  |                           |
|  | †Mammuthus (Мамонты)      |
|  |                           |

|             | †Palaeoloxodon (Палеолоксодоны)                                                    |
|             |                                                                                    |
| Elephantina | \| \| Elephas (Индийские слоны) \| \| \| \| \| \| †Mammuthus (Мамонты) \| \| \| \| |
|             | \| \| Elephas (Индийские слоны) \| \| \| \| \| \| †Mammuthus (Мамонты) \| \| \| \| |
|             | Elephas (Индийские слоны)                                                          |
|             |                                                                                    |
|             | †Mammuthus (Мамонты)                                                               |
|             |                                                                                    |

|  | Elephas (Индийские слоны) |
|  |                           |
|  | †Mammuthus (Мамонты)      |
|  |                           |

|             | †Palaeoloxodon (Палеолоксодоны)                                                    |
|             |                                                                                    |
| Elephantina | \| \| Elephas (Индийские слоны) \| \| \| \| \| \| †Mammuthus (Мамонты) \| \| \| \| |
|             | \| \| Elephas (Индийские слоны) \| \| \| \| \| \| †Mammuthus (Мамонты) \| \| \| \| |
|             | Elephas (Индийские слоны)                                                          |
|             |                                                                                    |
|             | †Mammuthus (Мамонты)                                                               |
|             |                                                                                    |

|  | Elephas (Индийские слоны) |
|  |                           |
|  | †Mammuthus (Мамонты)      |
|  |                           |

|             | †Palaeoloxodon (Палеолоксодоны)                                                    |
|             |                                                                                    |
| Elephantina | \| \| Elephas (Индийские слоны) \| \| \| \| \| \| †Mammuthus (Мамонты) \| \| \| \| |
|             | \| \| Elephas (Индийские слоны) \| \| \| \| \| \| †Mammuthus (Мамонты) \| \| \| \| |
|             | Elephas (Индийские слоны)                                                          |
|             |                                                                                    |
|             | †Mammuthus (Мамонты)                                                               |
|             |                                                                                    |

|  | Elephas (Индийские слоны) |
|  |                           |
|  | †Mammuthus (Мамонты)      |
|  |                           |

|             | †Palaeoloxodon (Палеолоксодоны)                                                    |
|             |                                                                                    |
| Elephantina | \| \| Elephas (Индийские слоны) \| \| \| \| \| \| †Mammuthus (Мамонты) \| \| \| \| |
|             | \| \| Elephas (Индийские слоны) \| \| \| \| \| \| †Mammuthus (Мамонты) \| \| \| \| |
|             | Elephas (Индийские слоны)                                                          |
|             |                                                                                    |
|             | †Mammuthus (Мамонты)                                                               |
|             |                                                                                    |

|  | Elephas (Индийские слоны) |
|  |                           |
|  | †Mammuthus (Мамонты)      |
|  |                           |

|             | †Palaeoloxodon (Палеолоксодоны)                                                    |
|             |                                                                                    |
| Elephantina | \| \| Elephas (Индийские слоны) \| \| \| \| \| \| †Mammuthus (Мамонты) \| \| \| \| |
|             | \| \| Elephas (Индийские слоны) \| \| \| \| \| \| †Mammuthus (Мамонты) \| \| \| \| |
|             | Elephas (Индийские слоны)                                                          |
|             |                                                                                    |
|             | †Mammuthus (Мамонты)                                                               |
|             |                                                                                    |

|  | Elephas (Индийские слоны) |
|  |                           |
|  | †Mammuthus (Мамонты)      |
|  |                           |

|             | †Palaeoloxodon (Палеолоксодоны)                                                    |
|             |                                                                                    |
| Elephantina | \| \| Elephas (Индийские слоны) \| \| \| \| \| \| †Mammuthus (Мамонты) \| \| \| \| |
|             | \| \| Elephas (Индийские слоны) \| \| \| \| \| \| †Mammuthus (Мамонты) \| \| \| \| |
|             | Elephas (Индийские слоны)                                                          |
|             |                                                                                    |
|             | †Mammuthus (Мамонты)                                                               |
|             |                                                                                    |

|  | Elephas (Индийские слоны) |
|  |                           |
|  | †Mammuthus (Мамонты)      |
|  |                           |

|             | †Palaeoloxodon (Палеолоксодоны)                                                    |
|             |                                                                                    |
| Elephantina | \| \| Elephas (Индийские слоны) \| \| \| \| \| \| †Mammuthus (Мамонты) \| \| \| \| |
|             | \| \| Elephas (Индийские слоны) \| \| \| \| \| \| †Mammuthus (Мамонты) \| \| \| \| |
|             | Elephas (Индийские слоны)                                                          |
|             |                                                                                    |
|             | †Mammuthus (Мамонты)                                                               |
|             |                                                                                    |

|  | Elephas (Индийские слоны) |
|  |                           |
|  | †Mammuthus (Мамонты)      |
|  |                           |

|             | †Palaeoloxodon (Палеолоксодоны)                                                    |
|             |                                                                                    |
| Elephantina | \| \| Elephas (Индийские слоны) \| \| \| \| \| \| †Mammuthus (Мамонты) \| \| \| \| |
|             | \| \| Elephas (Индийские слоны) \| \| \| \| \| \| †Mammuthus (Мамонты) \| \| \| \| |
|             | Elephas (Индийские слоны)                                                          |
|             |                                                                                    |
|             | †Mammuthus (Мамонты)                                                               |
|             |                                                                                    |

|  | Elephas (Индийские слоны) |
|  |                           |
|  | †Mammuthus (Мамонты)      |
|  |                           |

## Вымирание

Извлечённый из многолетней мерзлоты Киргиляхский мамонт

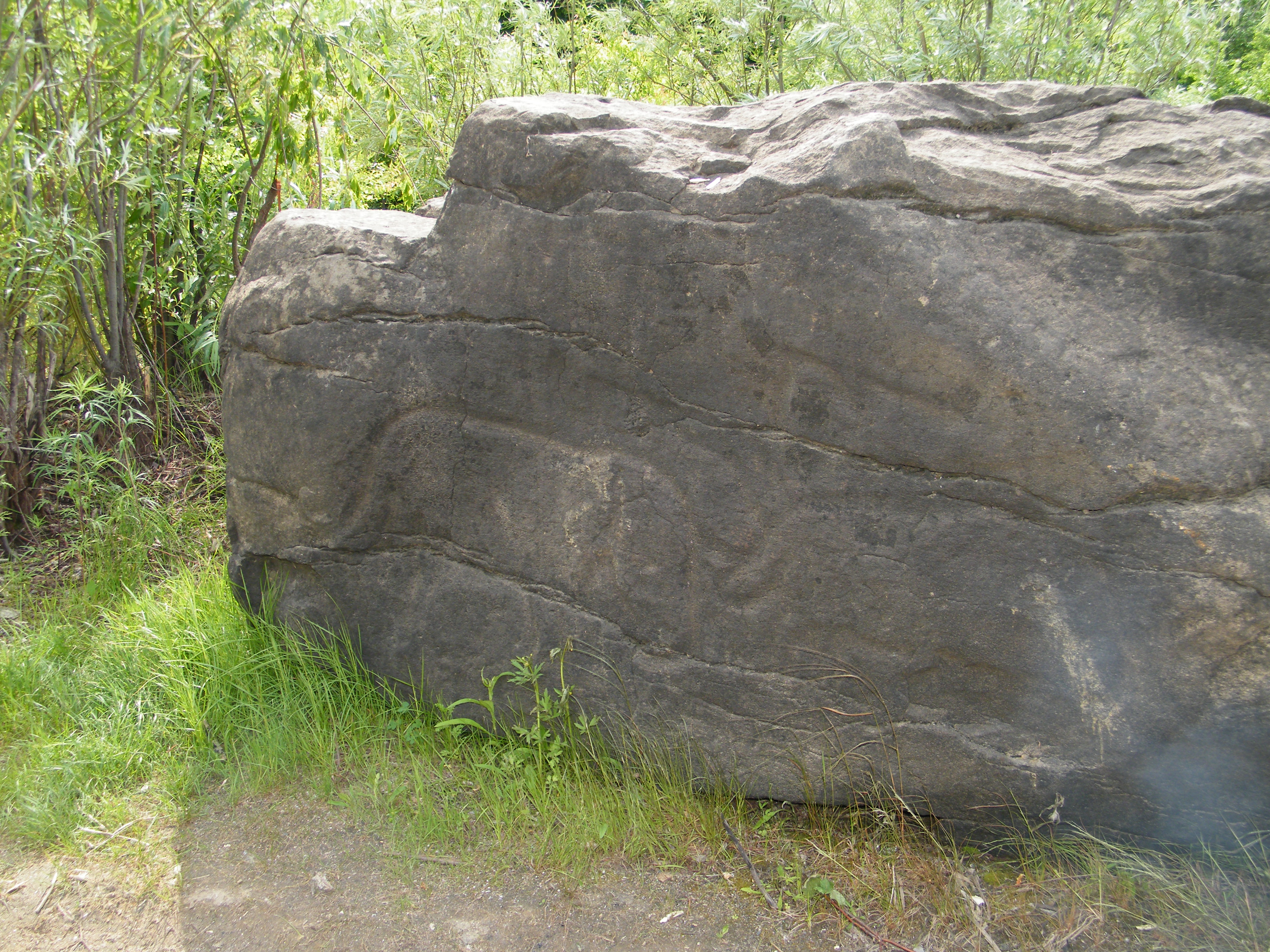
Петроглифы Сикачи-Аляна. Наскальное изображение мамонта. Хабаровский край, село Сикачи-Алян

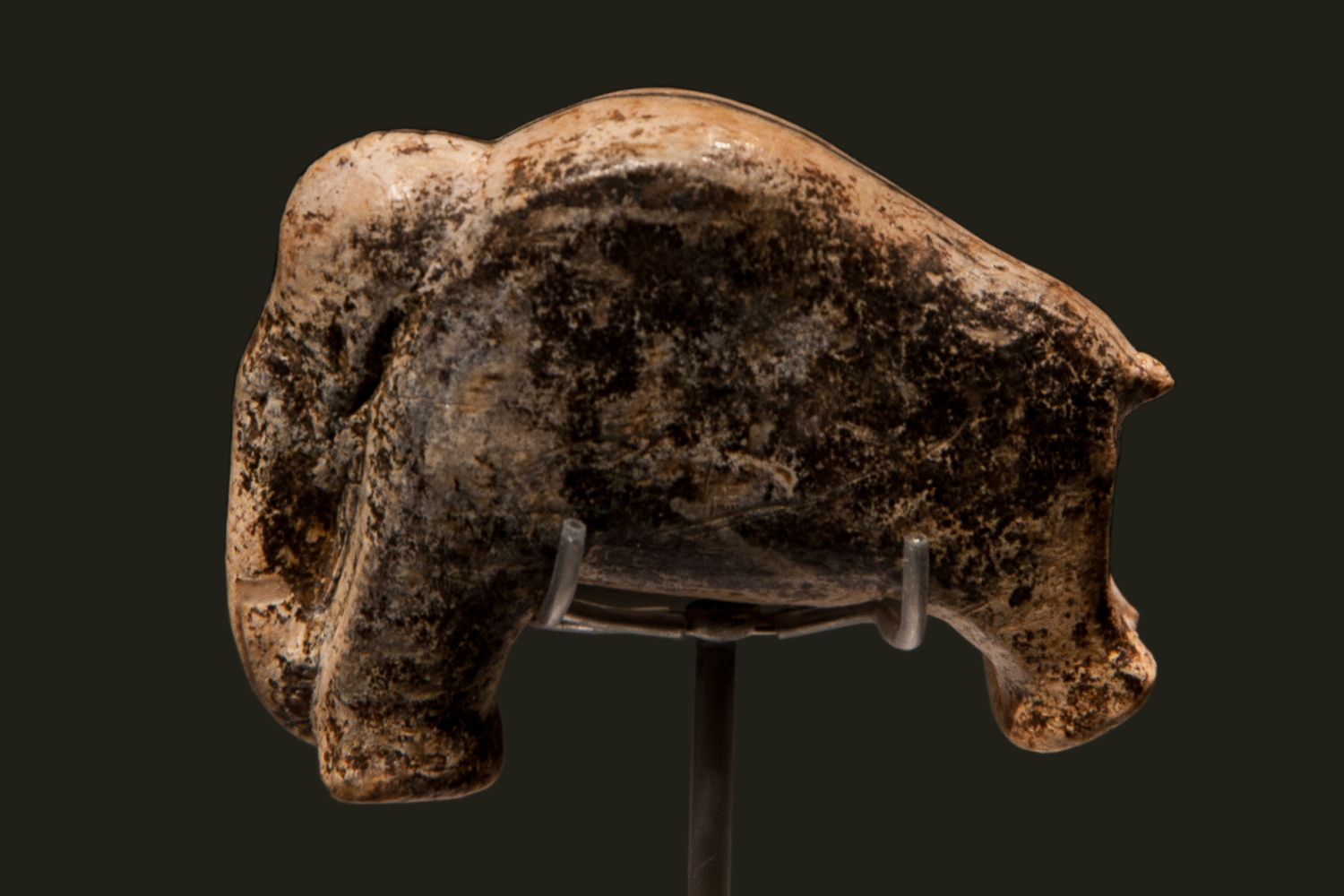
Фигурка мамонта из пещеры Фогельхерд (ориньякская культура, Швабский Альб, Германия)

За несколько миллионов лет существования мамонты пережили множество изменений климата. Только за последние 100 тыс. лет, в последнюю ледниковую эпоху, мамонты пережили несколько оледенений и потеплений. Большинство мамонтов вымерло 14 — 10 тысяч лет назад в конце плейстоцена или в начале голоцена, одновременно с вымиранием 34 родов крупных животных (Позднечетвертичное вымирание).

### Гипотезы
В настоящее время существует две основные гипотезы вымирания мамонтов:
1. первая основывается на том, что существенную или даже решающую роль в этом сыграли охотники верхнего палеолита (гипотеза «доисторической революции» или «доисторического перепромысла»)[35][36][37];
2. другая же объясняет вымирание мамонтов в большей мере естественными причинами (быстрое изменение (потепление) климата 14 — 11 тыс. лет назад, повлёкшее за собой смену тундростепей другими биомами, с сокращением кормовой базы для мамонтов)[22].

Вероятнее всего, причиной вымирания стала совокупность обоих факторов. Есть и более экзотичные предположения, к примеру, следствие падения кометы в Северной Америке или крупномасштабных эпизоотий, накопления ошибок в генетическом коде, но последние остаются на положении гипотез, которые могут объяснить лишь отдельные эпизоды, и большинство специалистов их не поддерживает.

#### Охотники на мамонтов
Первая гипотеза была выдвинута в XIX веке Альфредом Уоллесом, когда были обнаружены стоянки древних людей с большими скоплениями костей мамонта. На Янской стоянке первобытного человека, Луговском местонахождении, стоянках Сунгирь, Костёнки, Спадзиста найдены серии костей шерстистых мамонтов (лопатки, позвонок, рёбра) с застрявшими в них наконечниками копий первобытного человека. На Костёнковских стоянках, в Межиричах раскопаны жилища древних людей (кроманьонцев) возрастом около 20 000 лет назад, построенные из костей мамонтов. Академик И. Г. Пидопличко, исследовав в 1960-х годах палеолитические стоянки людей на Десне и Днепре, содержащие кости сотен мамонтов, был убеждён, что мамонтов в Восточной Европе истребили первобытные охотники. Мамонт был излюбленной добычей граветтских охотников в Европе 25 —18 тыс. лет назад. Эта версия быстро завоевала популярность. Считается, что человек разумный уже около 32 000 лет назад поселился в северной Евразии, проник в Северную Америку 15 000 лет назад и, вероятно, быстро начал активно охотиться на мамонтов. Однако в благополучных условиях на просторах тундростепей их популяция была устойчивой. Позже произошло потепление, во время которого значительно сократился ареал мамонтов, как это случалось и ранее, но активная охота привела к почти полному истреблению вида. Учёные под руководством Давида Ногеса-Браво из Национального музея естественных наук в Мадриде, в подтверждение этих взглядов приводят результаты масштабного моделирования. По их самым оптимистичным подсчётам, достаточно было убивать по 1 мамонту раз в 3 года на 1 человека, чтобы полностью истребить всех мамонтов. По пессимистичным оценкам, людям достаточно было убивать 1 мамонта раз в 10 лет на племя из 20 человек, чтобы добиться того же результата. Из-за медленного размножения слоновых на восстановление их численности в условиях Арктики потребовалось бы не менее 10—12 лет, что также свидетельствует об уязвимости этих животных при интенсивной охоте, в отличие от тех же лосей, которые начинают размножаться уже в возрасте 2 лет. Палеогенетические исследования показывают, что эффективная численность популяции шерстистых мамонтов в Берингии была в пределах от 40 до 150 тыс. особей одновременно во время последнего ледникового максимума (25—20 тыс. лет назад, благоприятные для мамонтов климатические условия), что на порядок ниже оценок Дэвида Ногеса-Браво (около 1 млн особей).
Согласно археологическим исследованиям объектов питания неандертальцев мустьерской культуры в Европе, охота на мамонтов и шерстистых носорогов являлась их основным и предпочтительным источником пищи. На более мелкую и быструю дичь (олени, дикие лошади) они охотились реже, только в случае отсутствия наиболее крупных травоядных. Возможно, что резкое сокращение численности мамонтов в условиях конкуренции за охотничьи ресурсы с людьми современного типа и послужило одной из причин вымирания неандертальцев.
Первые люди 15—14 тыс. лет назад застали в Америке стада абсолютно непуганых крупных травоядных млекопитающих (мамонтов, мастодонтов), не знакомых с человеком. За 2—3 тыс. лет люди, быстро размножившись в условиях изобилия дичи, постепенно истребили этих животных. «Можно было подходить вплотную и колоть этих зверей, и они даже не понимали, что происходит», — пишет антрополог Станислав Дробышевский.
В Северной Америке известно как минимум 12 «мест забоя и разделки хоботных», что является очень большим числом для такой кратковременной культуры, как Кловис (11,4 тыс. лет до н. э. — 10,8 тыс. лет до н. э.). Расцвет культуры Кловис пришёлся как раз на пик вымирания мегафауны, так что люди могли быть в какой-то степени причастны там к её исчезновению. Результаты исследований в США мест разделки мамонтов людьми культуры Кловис свидетельствуют, что первобытный человек предпочитал охотиться на одиноких молодых самцов мамонта, изгонявшихся из семейного стада по достижении половой зрелости, как это принято у слоновых. Охота происходила в предзимний период (октябрь—ноябрь), мясо добытых мамонтов заготавливалось и хранилось в ямах-ледниках. Для охоты использовались короткие метательные копья с костяным или обсидиановым наконечником, для увеличения силы броска применялся атлатль. После попадания такого копья в животное наконечник застревал в его тканях или внутренних органах и отделялся от древка, животное постепенно погибало от ран и потери крови.
Только на Русской равнине найдено более 30 стоянок позднепалеолитического человека, в кухонных остатках которых были раскопаны многочисленные фрагменты костей шерстистого мамонта.
Зарастание тундростепей тайгой некоторые учёные считают не причиной исчезновения мегафауны, а следствием её истребления человеком, так как стада мамонтов и шерстистых носорогов, поедая молодую древесную растительность, не позволяли ей распространяться в тундростепях. Вид Шерстистый мамонт до расселения современного человека был очень пластичен и 70—50 тыс. л. н. обитал не только в тундростепи, но и в межгляциальной лесостепи Испании и Англии, в смешанных лесах Китая. В зависимости от широты климат на этих территориях мог меняться от умеренного до сурового. Болота, гнус, высокий снежный покров не мешали мамонтам, как и современным лесным бизонам в лесотундре и тайге Канады. Расселение людей и пресс охоты вынуждали мамонтов отступать всё дальше на север. В периоды дриасовых похолоданий климата уже не происходило, как раньше, увеличения их численности и восстановления ареала, так как этому мешал человек.
На такой огромной территории как Сибирь и Северная Америка, несмотря на все климатические изменения, наверняка, оставались участки лесостепей или тундры, пригодные для обитания представителей мегафауны. Но человек в позднем палеолите уже владел оружием и методами охоты на мамонта и определённо способен был их истребить. Из-за низкой биологической продуктивности тундры люди, чтобы выжить в суровых условиях Арктики, вынуждены были охотиться на любую добычу, особенно на такую крупную и хорошо заметную, как мамонты. В Северной Америке, благодаря отсутствию людей до 15 тыс. л. н., американские виды мамонтов (Императорский и Колумба), жили не в арктических тундростепях, а в южных прериях с разнообразной растительностью. На их вымирание 12—10 тыс. л. н., согласно последним исследованиям, больше повлияли люди — охотники, чем климатические изменения, так как прерии, в отличие от тундростепей, не исчезли. В лесах умеренного пояса и тропических джунглях жили современники и родственники мамонтов — мастодонты, кювьерониусы и стегомастодоны в Америке, стегодоны в Азии и прямобивневый лесной слон в Европе, на которых человек также охотился и они вымерли одновременно с расселением человека, хотя леса сохранились до наших дней.
Судя по ДНК из вечной мерзлоты региона Клондайк на западе Канады, мамонты вымерли в Америке 5000 л. н. До этого считалось, что мамонты жили в Северной Америке не позднее 9700 лет назад.
Последние мамонты на Таймыре, судя по седиментарной ДНК, жили около 3,9 ± 0,2 тыс. лет назад.
На острове Врангеля и островах Прибылова, благодаря отсутствию людей, шерстистые мамонты жили ещё спустя 5000 лет после вымирания на материке. Последние мамонты на острове Врангеля вымерли лишь около 3500 лет назад, вероятно из-за инбридинга, а на о. Святого Павла — 5600 лет назад из-за исчезновения последних источников пресной воды. Возможно, что последние мамонты на о. Врангеля также были истреблены первобытными охотниками, добравшимися до острова, так как разрыв между датировкой найденных остатков одного из последних мамонтов и датировкой появления на острове стоянки людей совсем незначительный и легко объясним редкостью ископаемых свидетельств, дошедших до нашего времени.

#### Быстрое изменение климата

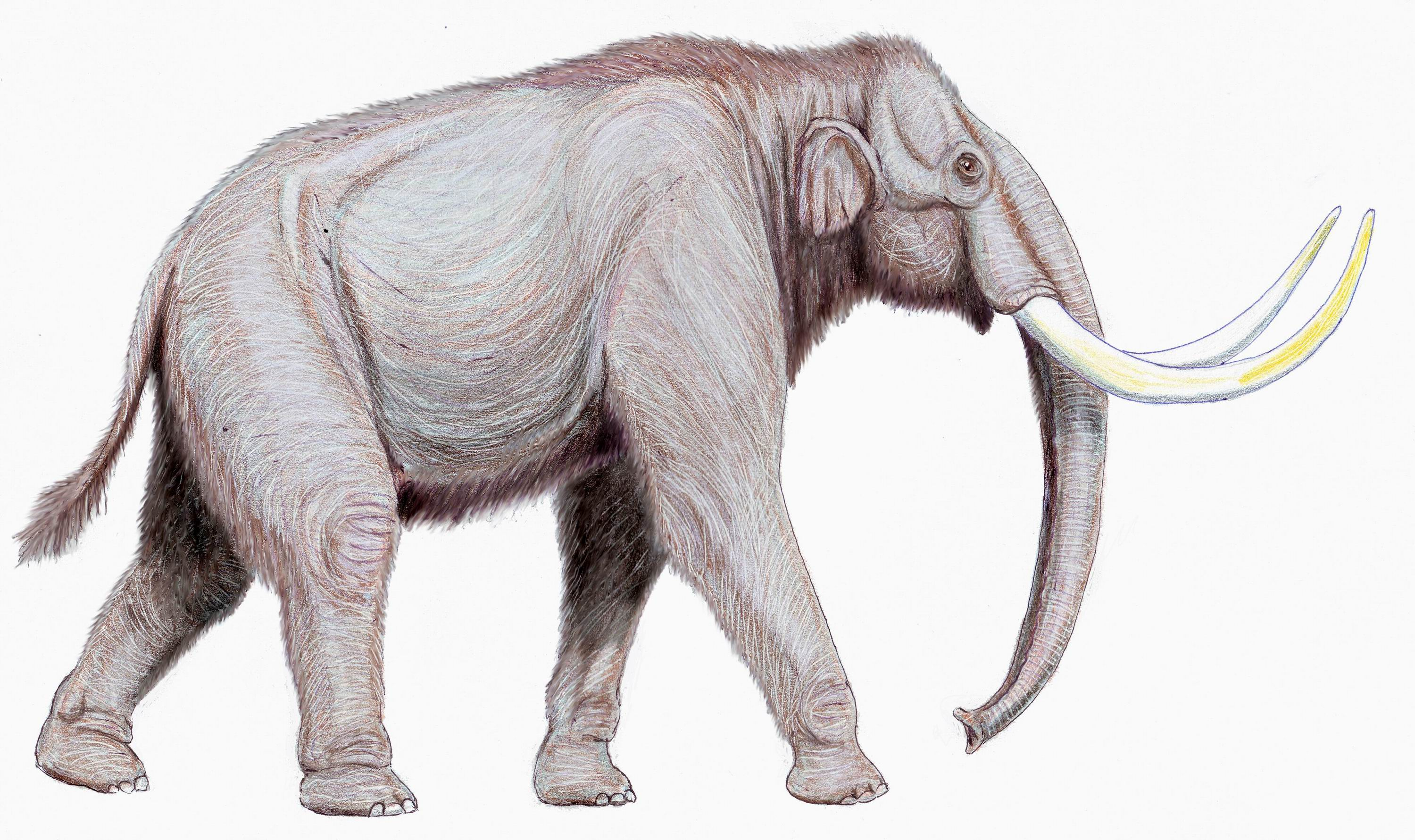
Степной мамонт

Сторонники второй точки зрения считают, что влияние человека сильно переоценено. В частности, они указывают на период в десять тысяч лет (42—32 тыс. лет назад), на протяжении которого численность популяции мамонтов вырастала в 5—10 раз, что процесс вымирания вида начался ещё до появления людей на соответствующих территориях, и что вместе с мамонтами вымерли и многие другие виды животных, включая мелких, которые не были «для кроманьонцев ни врагами, ни добычей, подлежащей уничтожению». Разница в том, что вымершие мелкие виды (грызуны, насекомые) были замещены другими видами грызунов и насекомых, а с мамонтами и прочей мегафауной этого почему-то не произошло. Мамонты в южной Сибири существовали бок о бок с древними людьми на протяжении 12 000 лет. Поэтому в этой гипотезе антропогенному вмешательству отведена второстепенная роль, а первичными факторами считаются естественные изменения климата и кормовой базы животных, площади пастбищ. Связь между вымиранием и изменением климата была замечена давно, но долгое время не было убедительного обоснования фаталистичности именно потепления в конце последнего оледенения, поскольку этот вид пережил немало потеплений и похолоданий.
Этот же вопрос был поднят в публикации в журнале «Nature Communications» в июне 2012 года, где были опубликованы результаты фундаментальных исследований международной группы учёных под руководством Глена Макдональда из Калифорнийского университета. Они проследили за изменениями среды обитания шерстистых мамонтов и их влияние на популяцию вида на территории Берингии за последние 50 тысяч лет. В ходе исследования использовался значительный массив данных обо всех радиоуглеродных датировках останков животных, миграции человека в Арктике, изменениях климата и фауны. Основной вывод учёных: популяции мамонтов за последние 30 тысяч лет испытывали колебания численности, связанные с климатическими циклами — сравнительно тёплым периодом около 40—25 тысяч лет назад (сравнительно высокая численность) и периодом похолодания около 25—15 тысяч лет назад (это так называемый «максимум последнего оледенения» — тогда большинство мамонтов мигрировали с севера Сибири в более южные регионы). Вымирание было вызвано относительно резкой сменой тундровой флоры с тундростепей (мамонтовые прерии) на тундровые болота в начале Аллерёдского потепления, но впоследствии и расположенные южнее степи сменились хвойными лесами. Роль людей в их вымирании была оценена как незначительная, отмечалась также редкость прямых доказательств охоты людей на мамонтов. Двумя годами ранее научная группа Брайана Хантли опубликовала результаты своего моделирования климатов Европы, Азии и Северной Америки, где были выявлены основные причины преобладания травянистой растительности на обширных территориях на протяжении долгого времени (120—15 тыс. лет назад): низкие температуры, сухость и низкое содержание CO2. Также выявлено непосредственное влияние последовавшего позднее потепления климата, роста влажности и содержания CO2 в атмосфере — на смену травянистых сообществ лесами и увеличение толщины снежного покрова зимой, что резко (примерно на 90 %) сократило площадь пастбищ. Мамонтам приходилось тратить всё больше и больше времени на поиски пищи (взрослому животному требовалось 150—300 кг растительного корма в день). В целом, процесс вымирания мегафауны не был таким уж катастрофическим по скорости и происходил постепенно, вместе с потеплением и повышением влажности климата Арктики, приведшим к исчезновению тундростепей. Пик вымирания пришёлся на период потепления 14—13 тыс. лет назад, освободившуюся экологическую нишу занимали более мелкие копытные, лучше адаптированные к воздействию человека и быстрее размножающиеся.
На местонахождении Луговское (Ханты-Мансийский район) был найден позвонок мамонта со следами поражения его вкладышевым орудием (предположительно, человек добил копьём мамонта с близкого расстояния). Анализируя разные аспекты взаимодействия человека и мамонта, археолог Ю. Б. Сериков предположил, что мамонт являлся опасной и редкой целью для палеолитического охотника, следовательно, массовых истребительных охот на мамонтов быть не могло. По его мнению, человек предпочитал охотиться на мамонтов только в кризисных ситуациях или только на отдельных, ослабленных болезнью или раной животных. В условиях тундры люди чаще использовали кости и шкуры мамонтов, погибших по естественным причинам (например, в результате паводка) для строительства своих поселений. Загонная охота на целые стада этих животных, вероятно, применялась редко. Иначе, группа позднепалеолитических охотников в 30—100 человек при загонной охоте выбила бы всех мамонтов в окрестностях своих кочевий (в радиусе 150—200 км) за каких-то 5—10 лет. Судя же по археологическим раскопкам, число жителей на стоянках первобытных охотников-собирателей не превышало 25—30 человек, включая женщин и детей, для загонной охоты им пришлось бы собрать людей из нескольких удалённых друг от друга поселений. Однако, последние исследования показывают, что человек не отказывался от охоты на мамонтов, использовалась каждая возможность для добычи и заготовки пропитания на долгую арктическую зиму. Даже на о. Котельный, в 900 км севернее Полярного круга, найдена стоянка первобытных охотников на мамонтов, со следами забоя и разделки взрослых шерстистых мамонтов около 21 тыс. лет назад. Сторонники гипотезы «охотников на мамонтов» приходят к похожему выводу: «блицкриг» (массовое истребление) и не требовался для полного уничтожения мамонтов, достаточно было регулярной охоты людей на протяжении десятка тысяч лет, из-за медленного размножения мамонтов, совместного влияния климатических факторов, беспокойства людьми и прочих, сейчас точно уже неизвестных причин. У мамонтов к началу голоцена не осталось возможностей избегать встреч с людьми, так как человек 9000 лет назад заселил всю материковую Арктику, вплоть до Таймыра. Редкость археологических свидетельств охоты на мамонтов легко объяснима: люди разделывали туши мамонтов на месте добычи, а на стоянку приносили только мясо, отделённое от тяжёлых костей. Застрявшие в костях наконечники копий свидетельствуют лишь о неудачном броске, так как мамонта старались ранить в уязвимые места (брюхо или лёгкие). Высохшие кости затем использовались в качестве топлива в безлесной тундре. За прошедшие тысячи лет до нас могла дойти лишь ничтожная часть ископаемых свидетельств охоты людей.
Академик РАН, климатолог М. И. Будыко, с помощью математических методов исследовал возможное влияние различных факторов на вымирание мамонтов и пришёл к уже известному выводу, что действовали 3 основные причины вымирания: истребление мамонтов первобытным человеком, низкая рождаемость, вместе с очередным изменением климата.
В 1993 году журнал «Nature» опубликовал информацию о сделанном на острове Врангеля открытии. Сотрудник заповедника Сергей Вартанян обнаружил на острове останки мамонтов, возраст которых был определён от 7 до 3,5 тысяч лет, то есть спустя 5000 лет после их вымирания на материке. Впоследствии обнаружилось, что эти останки принадлежат сравнительно мелкому подвиду шерстистого мамонта, изолированная от людей популяция которого населяла остров Врангеля, когда уже стояли египетские пирамиды, и который исчез только во времена царствования фараона Тутанхамона (около 1355—1337 гг. до н. э.) из-за инбридинга, но не изменения климата (остров мог прокормить не более 300 особей).
Таким образом, учёные приходят к выводу, что на вымирание мамонтов, в той или иной степени, повлияла совокупность обоих факторов: климатического и антропогенного. Относительно резкое потепление, повышение влажности климата привело к смене растительности и сокращению площади пастбищ зимой. Потепление климата и совершенствование орудий и способов охоты способствовало расселению людей, увеличению численности населения в позднем палеолите, а их охота могла добить сократившиеся популяции мамонтов, не позволив им восстановиться. Люди всюду были необходимым фактором вымирания мамонтов. Сокращение численности мамонтов заставляло голодающих людей ещё больше усиливать пресс охоты на ставшую редкой а, значит, ещё более ценной, крупную добычу.

#### Другие версии и гипотезы
Рассматривалась и метеоритная гипотеза вымирания мегафауны в Северной Америке. Это было связано с обнаружением тонкого слоя древесного пепла (являющегося, предположительно, свидетельством крупномасштабных пожаров), многочисленными находками наноалмазов, ударных сферул и других характерных частиц по всему континенту, а также повышенными концентрациями иридия, платины и палладия, были найдены несколько бивней мамонтов (из тысяч изученных) со вкраплениями мелких метеоритных частиц. Виновником считается комета, упавшая на Землю около 12 800 лет назад, и, вероятно, ко времени столкновения уже распавшаяся на целый шлейф обломков. В январе 2012 года в «PNAS» была опубликована статья о результатах работы большой научной группы на мексиканском озере Куицео. Авторы публикации попытались объяснить своей гипотезой кризис позднего дриаса — похолодание климата на тысячелетие, угнетение и разрушение сложившихся экосистем, вымирание ледниковой мегафауны. Тем не менее эта гипотеза не находит своего подтверждения в азиатской части ареала. Гипотеза не может объяснить, почему тогда выжили другие, более мелкие представители мегафауны Северной Америки (овцебыки, бизоны, северные олени), а также мамонты на о. Врангеля и о-вах Прибылова. Импактного кратера так и не было найдено. Вымирание мегафауны произошло не в одночасье, как это должно было произойти при ударе метеорита или взрыве кометы, а в течение десятка тысяч лет до и после предполагаемой кометы. Глобальное вымирание мамонтов началось 24—20 тыс. лет назад, пик вымирания пришёлся на период потепления 14,8—13,7 тыс. лет назад, ещё до падения метеорита и похолодания (12,8 тыс. лет назад), и завершилось позже, 4 тыс. лет назад.
Есть даже экзотическая, ничем не подтверждённая гипотеза, что первобытные люди каким-то образом могли регулярно подкармливать мамонтов мухоморами, постепенно создавая наркотическую зависимость у мамонтов и привязанность к людям, затем подводили опьянённого мамонта к своему поселению, где добивали оружием.
Крупнейшей найденной на юге Сибири локальной концентрацией останков Mammuthus primigenius (19 особей) является захоронение в местности Волчья Грива в Новосибирской области. Часть костей носит следы обработки человеком, но роль палеолитического населения в накоплении костеносного горизонта Волчьей гривы была незначительной — массовая гибель мамонтов на территории Барабинского рефугиума была вызвана минеральным голоданием (мамонты оказались на полуострове 8 × 1 км среди болот и озёр). У 42 % образцов шерстистых мамонтов, обнаруженных в древней старице реки Бёрёлёх, присутствуют признаки алиментарной остеодистрофии — заболевания скелетной системы, вызванного нарушениями обмена веществ из-за недостатка жизненно важных макро- и микроэлементов (минеральным голоданием). Чтобы восполнить недостаток минералов, мамонты приходили есть глину на берег реки, где и погибали в течение нескольких тысяч лет от паводков, оползней или застревая в термокарстовых провалах. Эти случаи затопления низин и гибели мамонтов на речных берегах авторы публикаций относили к гипотезе потепления и повышения влажности климата около 14—13 тыс. л. н., вызвавшей растворение минералов (обессоливание) природной среды. Возможно, причиной минерального голодания был и переход мамонтов на питание хвойными и ивовыми ветками вместо травы, из-за сокращения площади тундростепей после потепления. Однако, современные исследования показали, что Бёрёлёхское кладбище мамонтов образовалось в основном в результате многолетней охоты древних людей. Отверстия в остистых отростках позвонков мамонтов обнаружили на 19 местонахождениях Северной Евразии. Окисление геохимических ландшафтов на территории Северной Евразии стало особенно заметно в позднем ледниковье — 17—10 тыс. л. н. Из-за разрыва абиотических связей в условиях резко меняющейся среды обитания, шерстистые мамонты в конце плейстоцена испытывали геохимический стресс. Фрагментация ареала также могла отрицательно повлиять на отдельные популяции, вызвав снижение генетического разнообразия.
Однако, эти версии не могут объяснить, почему до расселения человека мамонты обитали не только в приполярных тундростепях, но и в степях Северной Америки, лесостепях Европы, смешанных лесах Китая, в Африке, но с расселением людей на этих территориях всюду постепенно исчезли. Российский археолог А. М. Буровский считает, что многочисленные, зачастую противоречащие друг другу гипотезы причин вымирания мамонтов (потепление, похолодание, увлажнение климата, падение кометы, метеорита, эпизоотии, инбридинг, остеодистрофия, карстовые проталины, заболачивание, вымерзание растительности и шёрстного покрова и т. д.) свидетельствуют лишь о неготовности большинства учёных признать, что решающей и наиболее вероятной причиной исчезновения мамонтов была охота и постепенное расселение древних людей.

### Попытки клонирования
В рамках проекта Плейстоценовый парк и нескольких других инициатив исследуется гипотетическая возможность восстановить мамонта или создать мамонтоподобных слонов с помощью генетического материала, сохранившегося в замёрзших тушах животного. Пока результат в восстановлении генома не достигнут, существуют обоснованные сомнения в успехе полноценного воскрешения.

## В искусстве палеолита

### Скульптуры
В пещере Фогельхерд горного массива Швабский Альб в Германии найдены, вероятно, наиболее древние скульптурные изображения мамонтов, вырезанные из его бивня. Навершие копьеметалки, вырезанное из рога северного оленя и представляющее собой миниатюрную фигурку мамонта, обнаружено на стоянке Абри Монтастрюк неподалёку от французской коммуны Брюникель.

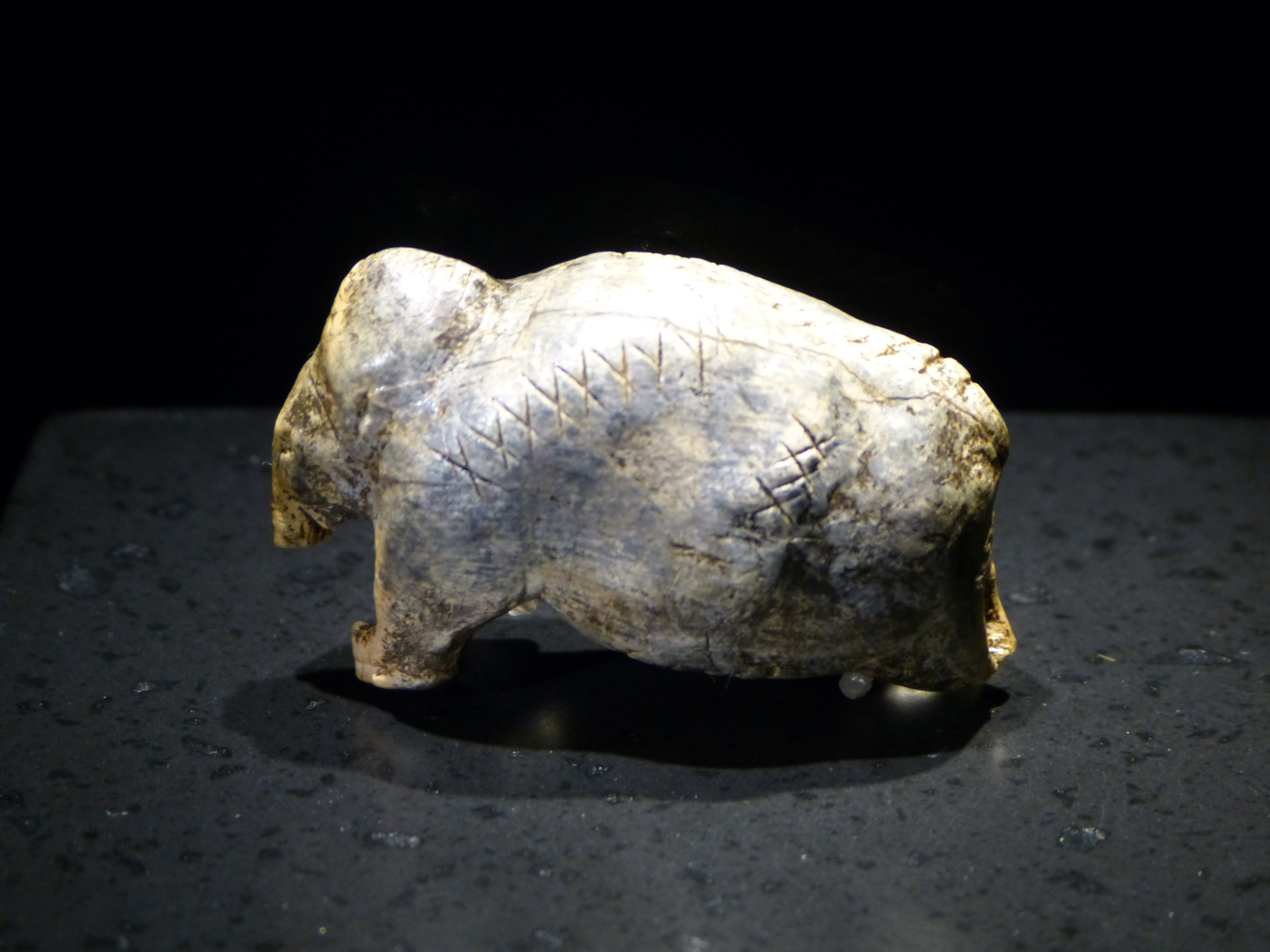
Фигурка мамонта, вырезанная из мамонтова бивня около 35 тыс. лет назад. Пещера Фогельхерд

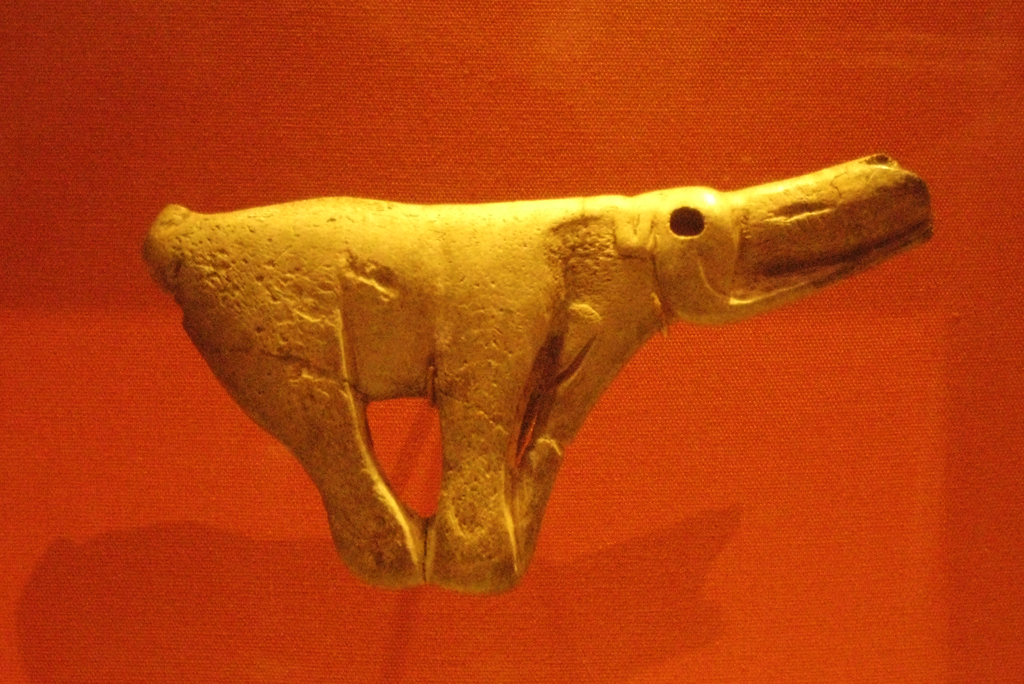
Навершие копьеметалки в виде фигурки мамонта, около 12 500 лет назад. Стоянка Абри Монтастрюк близ Брюникеля

На «Авдеевской стоянке» — поселении человека позднего палеолита, расположенной близ деревни Авдеева Октябрьского района Курской области, в ходе раскопок 1946—1948 годов среди прочих находок обнаружена резанная из кости фигурка мамонта, чей возраст около 23—22 тыс. лет.

### Графика
Изображения мамонтов, сделанные человеком эпохи палеолита, обнаружены в пещерах, самыми известными из которых в Западной Европе являются Комбарель, Ла-Мут, Руффиньяк и Фон-де-Гом во Франции и Пиндаль в Испании. В пещере Руффиньяк из 224 изображений животных 158 рисунков или 70 % — фигуры мамонтов.
В 1959 году рисунки мамонтов эпохи палеолита обнаружены в Каповой пещере (она же Шульга́н-Таш) в карстовом массиве на территории республики Башкортостан в Российской Федерации. Изображения выполнены в основном краской из охры, смешанной с животным жиром. Самые древние рисунки в Каповой пещере сделаны 36 400 лет назад.

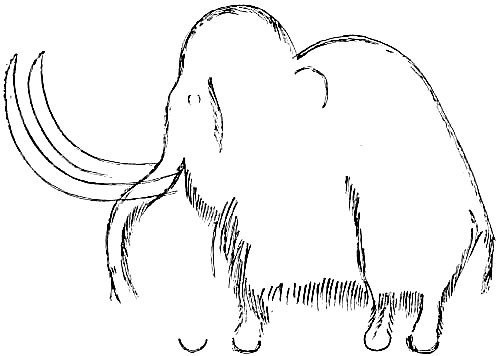
Изображение мамонта, около 17 тыс. лет до н. э. Пещера Фон-де-Гом

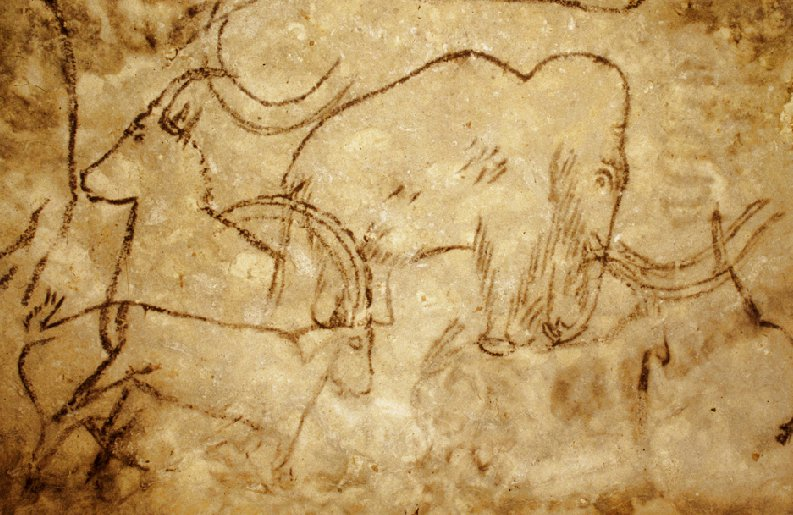
Изображения козлов и мамонта, около 13 тыс. лет до н. э. Пещера Руффиньяк

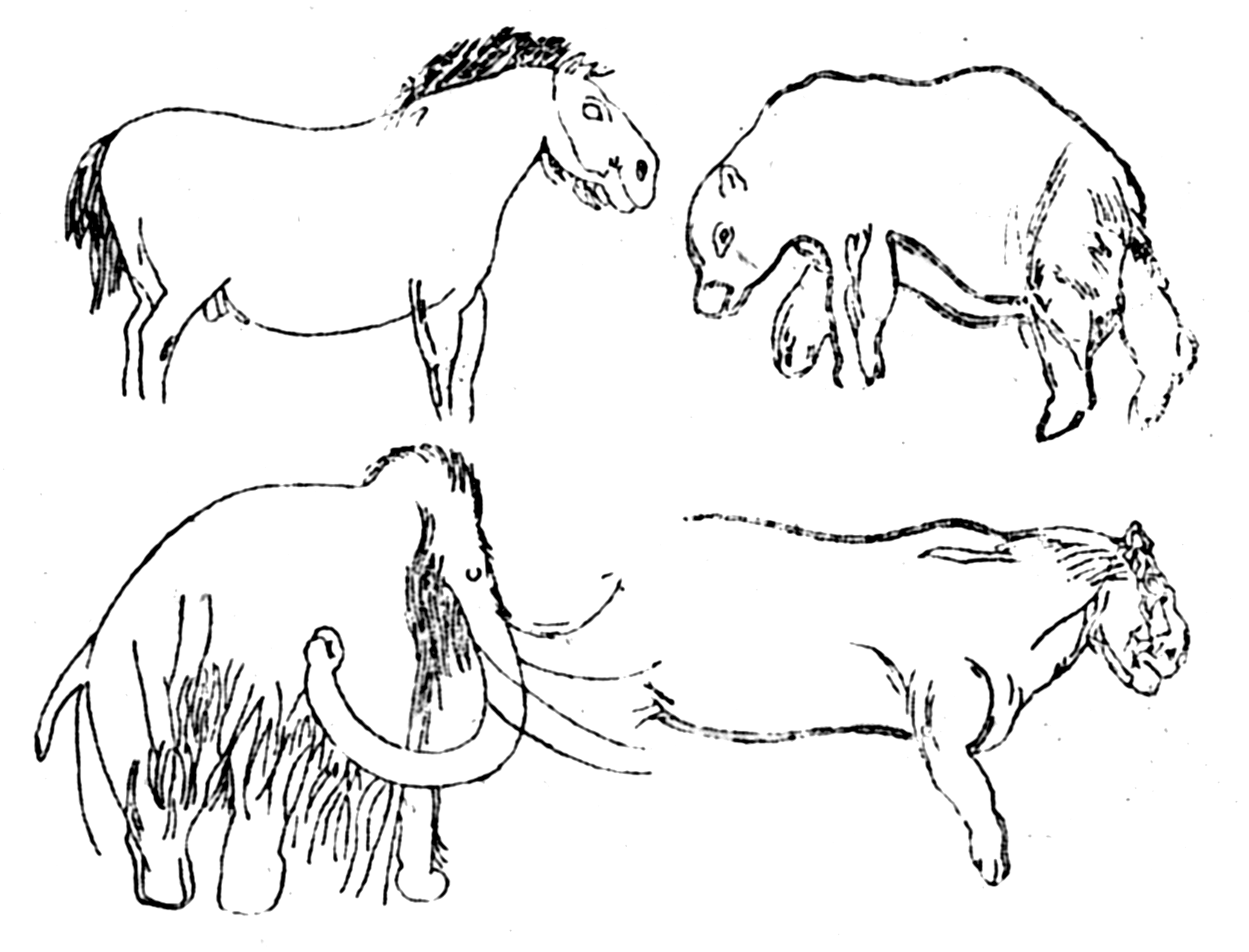
Изображения дикой лошади и медведя (верхний ряд), мамонта и пещерного льва, 13—11 тыс. лет до н. э. Пещера Комбарель

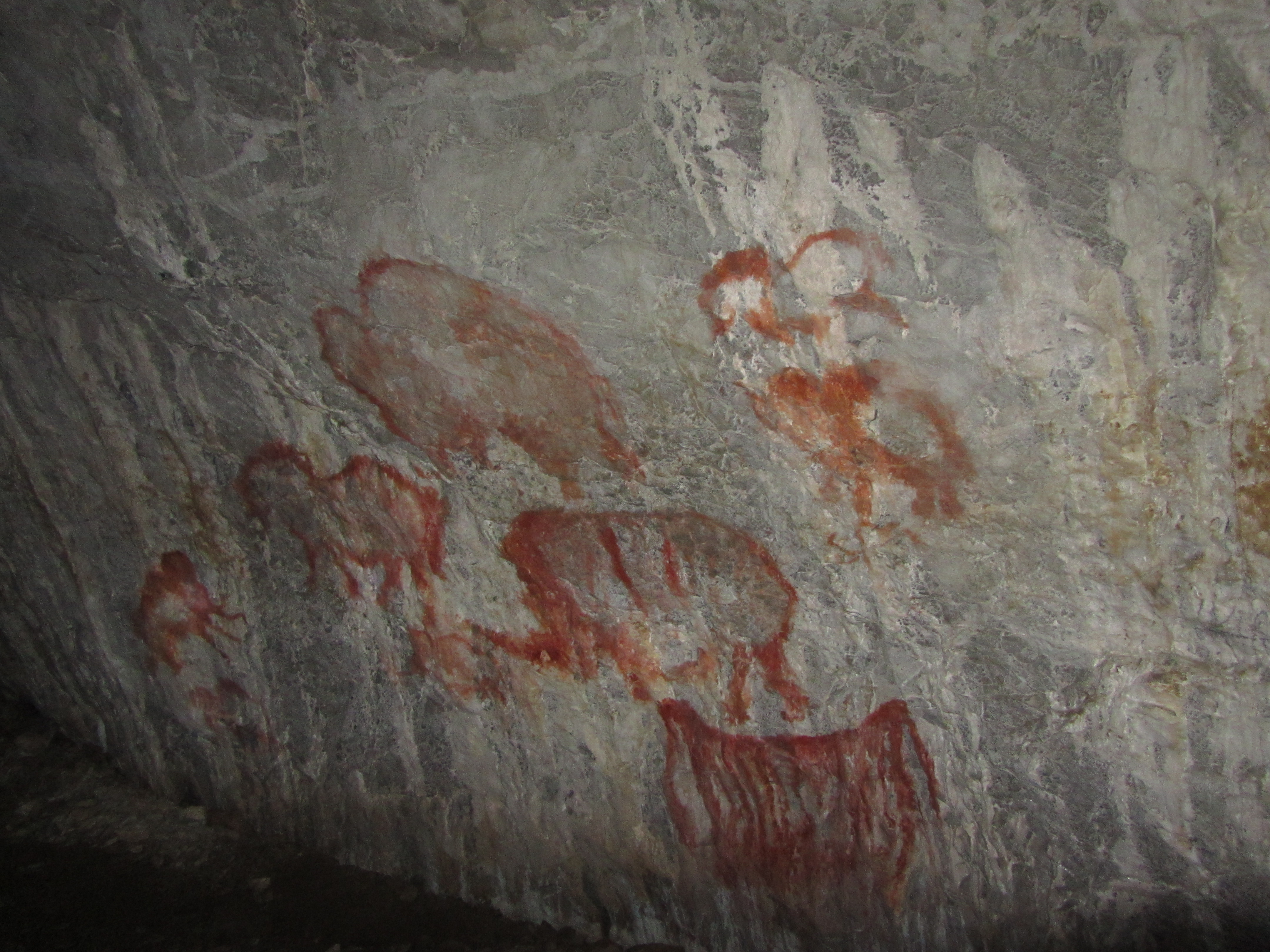
Рисунки животных, среди которых изображения мамонтов, 32—16 тыс. лет до н. э. Капова пещера

На стоянках человека эпохи палеолита находят также кости различных животных с процарапанными на них изображениями мамонтов.

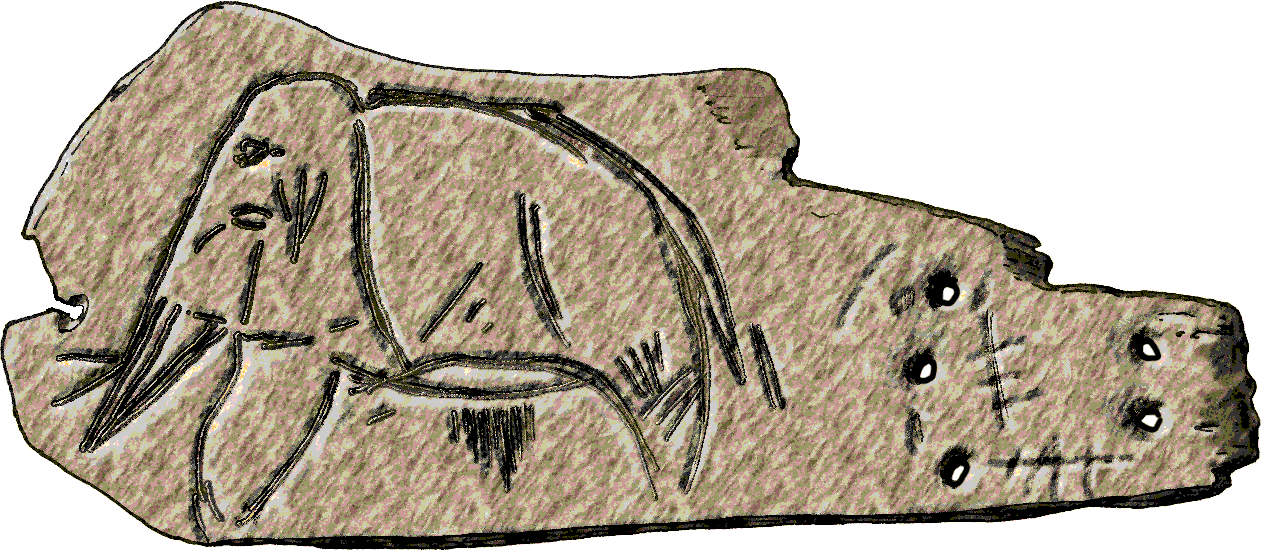
Изображение мамонта на мамонтовой кости с палеолитической стоянки Мальта́. Создано около 24 тыс. лет назад

На стоянке Мальта́ в Сибири, которая находится у села Мальта Усольского района Иркутской области на реке Белой, найден обломок мамонтовой кости с изображением мамонта. Гравированные изображения мамонта найдены на стоянке Усть-Кова на Ангаре (возраст от 28 до 22 тыс. лет) и на реке Бёрёлёх в Якутии.
Петроглифы Сикачи́-Аля́на или Амурские петроглифы, найденные возле нанайского села Сикачи-Алян и села Малышево в Хабаровском районе Хабаровского края, представляют собой выдолбленные на поверхности базальтовых валунов изображения, среди которых две фигуры мамонта.

## Предания коренных народов
Коми, как и другие народы Севера, часто находили кости мамонта в отложениях на берегах рек и вырезали из них костяные трубки, рукояти и прочие вещи. В мифах коми рассказывается о целых нартах, сработанных из мамонтовой кости.
Мамонт — «Земляной олень» — в представлениях коми (равно как ненцев, хантов и манси) жил в первоначальные времена творения. Он был так тяжёл, что проваливался в землю по грудь. Его тропы создавали русла рек и ручьёв и в конце концов вода залила всю землю (коми, знакомые с библейским рассказом о потопе, рассказывают, что мамонт хотел спастись в Ноевом ковчеге, но не мог там поместиться). Мамонт плавал по водам, но птицы садились на его «рога», и зверь утонул. Сысольские коми-рудокопы рассказывали о му куле — подземном чёрте, от которого остались гигантские окаменелости под землёй.
В 1899 году некий путешественник написал статью для ежедневной газеты Сан-Франциско, в которой рассказывалось об эскимосах Аляски, описывающих мохнатого слона, вырезая его изображение на оружии из моржовой кости. Выехавшая на место группа исследователей не обнаружила мамонтов, но подтвердила рассказ путешественника, а также провела экспертизу оружия и задали вопрос, где эскимосы видели мохнатых слонов; те указали на ледяную пустыню на северо-западе. Сообщения можно объяснить тем, что местные жители были знакомы с оттаявшими трупами мамонтов, которые находят и в настоящее время.
Живущие на крайнем севере саамы твёрдо верят в существование мохнатых великанов, обитающих под вечными снегами. У эскимосов, населяющих азиатский берег Берингова пролива, мамонт известен под именем Килу крук, то есть «кит по имени Килу». В легенде эскимосов кит поругался с морским чудовищем Аглу, за что был выброшен на сушу, но оказался слишком тяжёлым и провалился в землю, которая стала его пристанищем — он роет себе ходы огромными бивнями.
В северо-восточной части Сибири предания чукчей гласят, что мамонт — носитель злого духа, живущий под землёй. Тот, кто находит торчащие из земли бивни, должен немедленно выкопать их, тогда колдун лишится силы. Есть предание, согласно которому чукчи нашли клыки, торчащие из земли, выкопали их и обнаружили тушу мамонта, и всё их племя целую зиму питалось мясом мамонта.
За Полярным кругом, у юкагиров, обитающих на территории, простирающейся от дельты Лены до Колымы, мамонта упоминают в преданиях под именем Холхут. Шаманы этой народности считают, что дух гиганта — это хранитель душ, поэтому шаман, одержимый духом мамонта, несомненно, сильнее обычного шамана.
Согласно Томасу Джефферсону, индейцы называли мамонта, останки которого нередко находили и в Америке, «большой бизон». По преданию, существовавшему у делаваров, стада этих животных некогда пришли на Биг-Боун-Ликс и начали истребление всех других животных, «созданных для блага индейцев», пока наконец «Большой Человек Наверху», возмутившись, не перебил молнией всех «больших бизонов». Уцелел только один бык, который, отразив все удары и будучи ранен в бок, «огромными прыжками перепрыгнул через Огайо, Уобаш, Иллинойс и, наконец, через Великие озёра, в места, где и обитает по сей день», то есть ушёл далеко на север. Далее Джефферсон приводит рассказ некоего Стэнли, который в плену у индейцев видел кладбище мамонтов: «туземцы говорили ему, что животное, чьей породе принадлежат эти кости, всё ещё водится в северных частях их земель. По их описанию он решил, что это был слон». Эти подробности наводят на мысль, что у индейцев сохранялась смутная память о мамонтах и их отступлении на север, идущая ещё со времён палеолита.

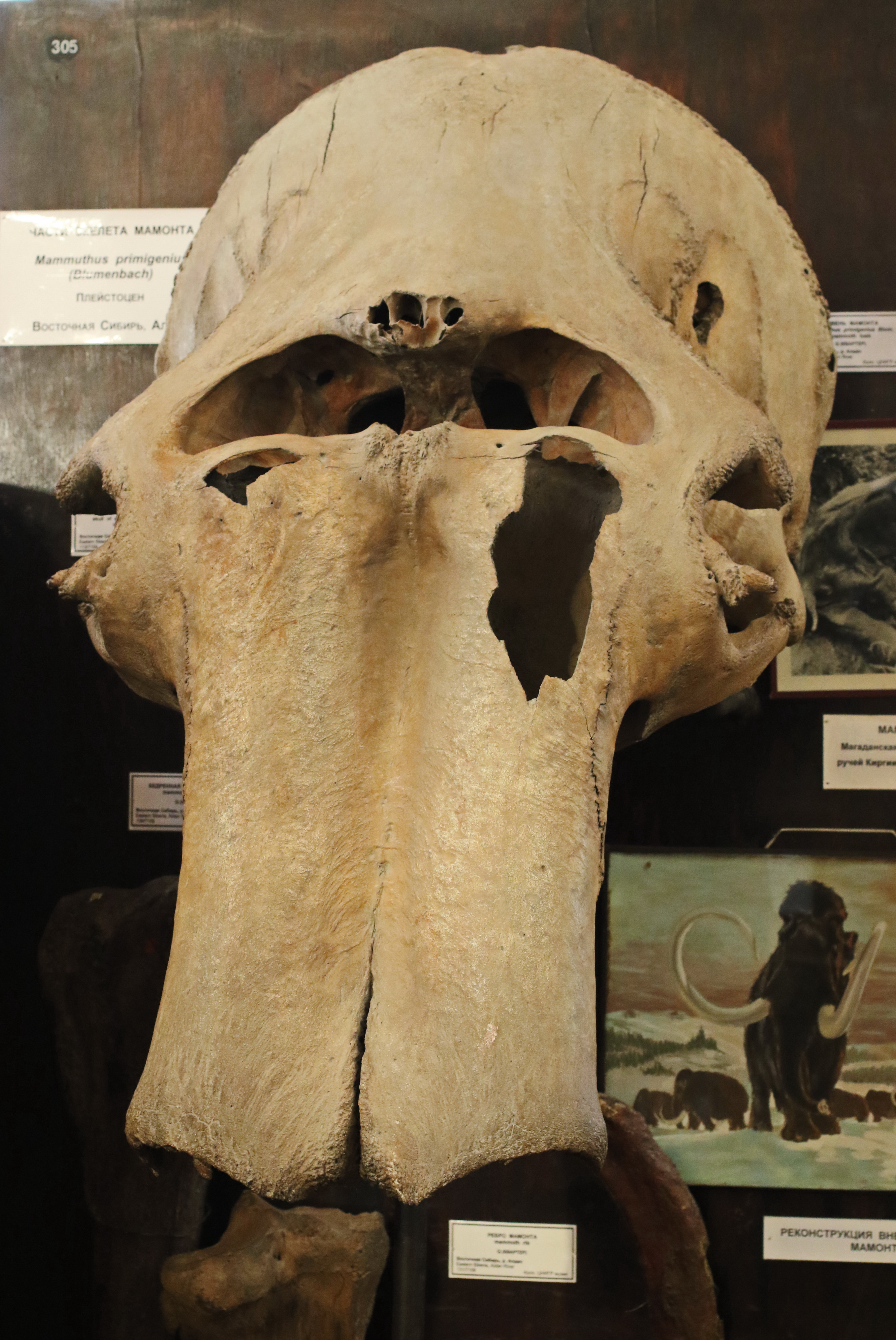
Череп мамонта, похожий на циклопа

Находки костей и бивней мамонта в средневековой Европе вплоть до XVIII века приписывали погибшим слонам из армий Александра Македонского, Ганнибала или Пирра. Даже находки бивней мамонта под Воронежем (на стоянке Костёнки) во времена Петра I пытались объяснить заблудившимися и погибшими боевыми слонами Александра Македонского. Находки огромных черепов мамонта в Древней Греции с отверстием посередине для хобота могли послужить поводом для мифов о вымерших циклопах. На Ближний Восток слухи о костях и бивнях мамонта попали из Сибири и Китая.
В 1254 году царь Малой Армении Хетум совершил путешествие в Монголию ко двору золотоордынского хана Менгу. Историями, услышанными там, по возвращении в Армению он поделился с историком Киракосом Гандзакеци. Киракос писал в своей летописи: «…Есть остров песчаный, на котором растёт, подобно дереву, какая-то кость драгоценная, которую называют рыбьей; если её срубить, на том же месте она опять растёт, подобно рогам». Из этой кости китайские мастера вырезали различные фигурки и поделки. Речь шла о бивнях мамонта, которые находили в Сибири на подмытых береговых отложениях.

## Мамонтовая кость

### В искусстве палеолита

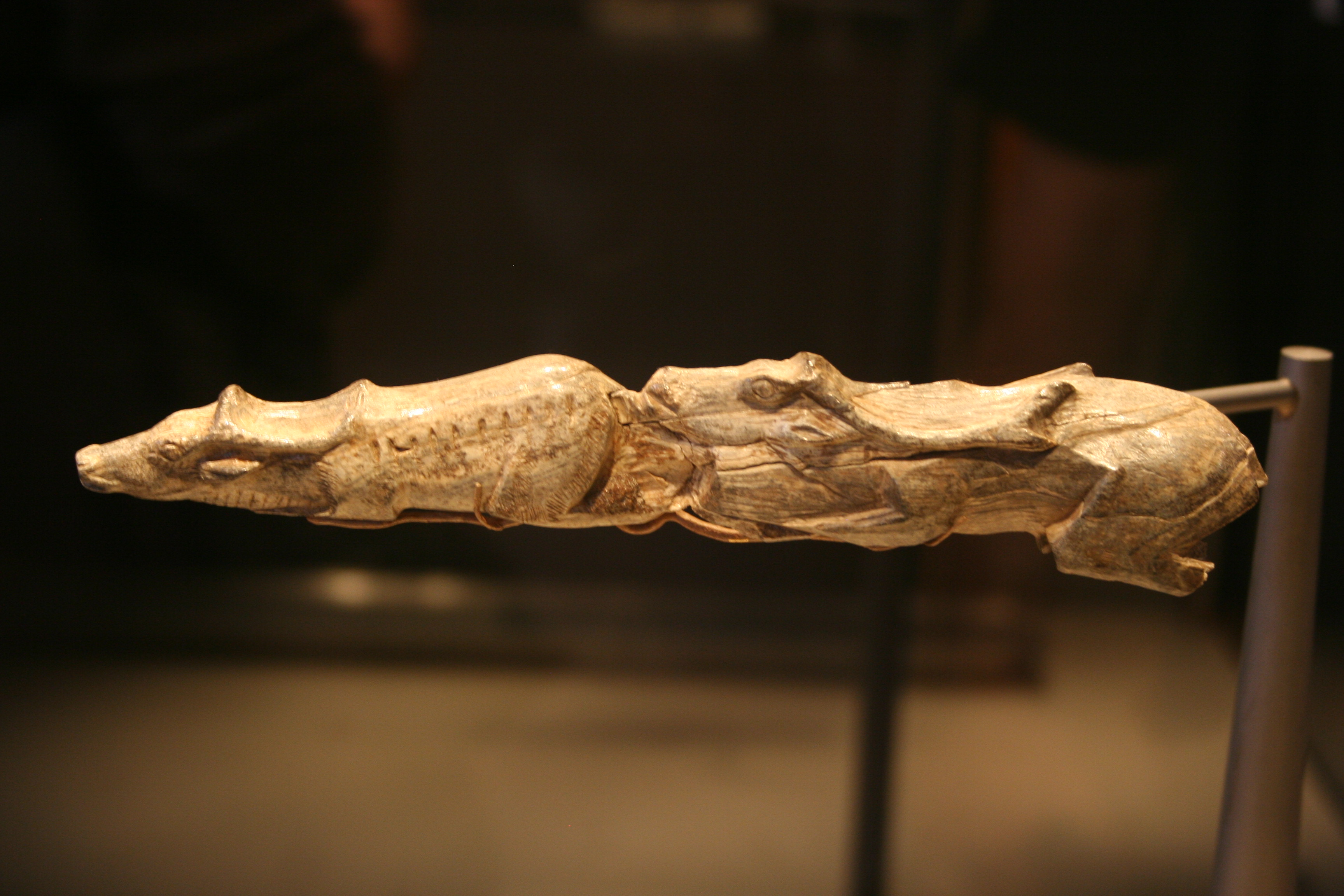
«Плывущие олени». Навершие для копьеметалки. Вырезано из бивня мамонта около 12 500 лет назад. Стоянка Абри Монтастрюк близ Брюникеля, Франция

Люди эпохи палеолита не только охотились на мамонтов, но и изготавливали небольшие скульптурные изображения из мамонтового бивня. Это могли быть фигурки людей и животных. Наибольшую известность получил вид женской статуэтки, которую в искусствоведении называют «Палеолитическая венера».

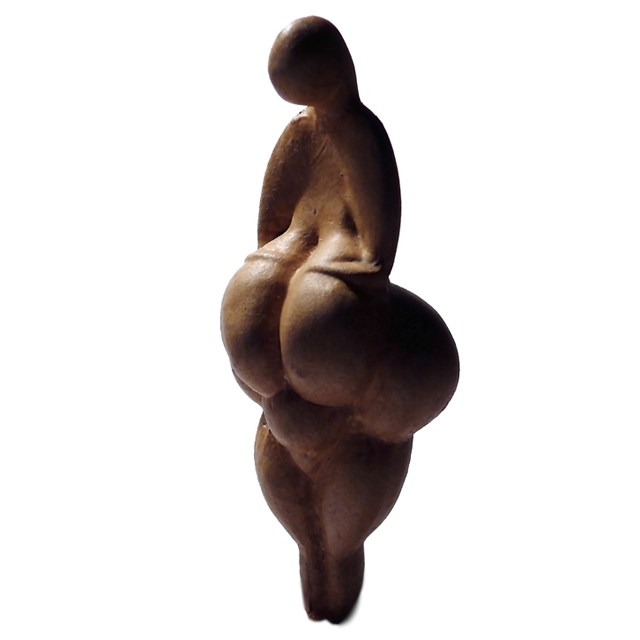
«Венера Леспюгская». Вырезана около 15 тыс. лет назад. Обнаружена в пещере Ридо близ деревни Леспюг (Lespugue) на склонах Пиренеев во французском департаменте Верхняя Гаронна

### Позднее время
Бивень мамонта прочнее слоновой кости и имеет неповторимую цветовую гамму. За тысячи лет, проведённых под землёй, бивни подверглись постепенной минерализации и приобрели самые разнообразные оттенки — от молочно-белого и розоватого до сине-фиолетового. У мастеров-косторезов высоко ценится природное потемнение материала. Благодаря своему цвету, бивень мамонта издавна используется для создания дорогих шкатулок, табакерок, статуэток, шахмат, гребней, браслетов и женских украшений. Им также инкрустируют оружие.
В 2019 году власти Якутии высказывали намерения сделать поправки в федеральном законе «О недрах», чтобы внести понятие бивня мамонта как объекта коммерческого оборота без ущерба для окружающей среды. В 2019 году в Якутии, по подсчётам регионального правительства, рынок добычи и экспорта останков мамонтов составлял от двух до четырёх миллиардов рублей. Каждый год объём легального сбора бивней достигает 100 тонн, а нелегального, по заявлениям чиновников, — вдвое больше. В то же время производство изделий из мамонтовой кости и торговля ими налажены в Китае и приносят деньги там.

## Экспонаты в музеях
Уникальное чучело взрослого шерстистого мамонта (так называемый «Берёзовский мамонт») можно увидеть в Зоологическом музее Зоологического института РАН.
Скелеты мамонтов можно увидеть:
- в Азове — в краеведческом музее скелет степного мамонта;
- в Астрахани — в краеведческом музее;
- в Брянске — в краеведческом музее;
- в Виннице — в краеведческом музее;
- в Гюмри — в краеведческом музее;
- в Донецке — в краеведческом музее;
- в Дудинке — в Таймырском краеведческом музее;
- в Екатеринбурге — в краеведческом музее;
- в Казани — в Геологическом музее им. А. А. Штукенберга;
- в Киеве — в Геологическом музее Киевского национального университета им. Т. Г. Шевченко[116];
- в Красноярске — в Красноярском краевом краеведческом музее;
- в Луганске — в краеведческом музее;
- в Москве — в Палеонтологическом музее им. Ю. А. Орлова, в Зоологическом музее МГУ и в Музее-театре «Наш ледниковый период»;
- в Нарьян-Маре — череп в Ненецком краеведческом музее;
- в Нижнем Тагиле — в Нижнетагильском музее природы и охраны окружающей среды (скелеты взрослого мамонта и детёныша);
- в Новосибирске — в краеведческом музее, а также в фойе Института археологии и этнографии СО РАН;
- в Омске — в Омском историко-краеведческом музее;
- в Павлодаре — в Областном историко-краеведческом музее им. Г. Н. Потанина;
- в Париже — в Палеонтологическом музее Парижского музея естествознания;
- в Пензе — в краеведческом музее;
- в Перми — в краеведческом музее;
- в Полтаве — в краеведческом музее;
- в Пятигорске — в Краеведческом музее представлены череп и фрагменты скелета Южного слона;
- в Рязани — в краеведческом музее;
- в Санкт-Петербурге — в Зоологическом музее Зоологического института РАН;
- в Смоленске — ОГБУК Смоленский государственный музей заповедник;
- в Ставрополе — в Краеведческом музее два скелета Южного слона;
- в Тобольске — в Тобольском историко-архитектурном музее-заповеднике;
- в Томске — в Палеонтологическом музее им. В. А. Хахлова ТГУ;
- в Тюмени — в краеведческом музее;
- в Ханты-Мансийске — в Музее природы и человека. Здесь же экспонируется один из наиболее полных скелетов предка шерстистого мамонта — трогонтериевого слона, а в филиале музея Археопарке есть скульптурная группа «Мамонты» из 11 фигур этих животных;
- в Харькове — в Государственном Музее природы Харьковского национального университета им. В. Н. Каразина;
- в Хатанге — в Музее мамонта;
- в экскурсионной пещере Эмине-Баир-Хосар (Крым, гора Чатыр-Даг) — мамонтёнок Коля[117];
- в Чердыни — в Чердынском краеведческом музее экспонируются бивни, зубы и кости мамонта;
- в Черкассах — в краеведческом музее;
- в Якутске — в Музее мамонта им. П. А. Лазарева СВФУ;
- в Эльгяе — Эльгяйский региональный музейно-экологический центр им. Б. Н. Андреева[118].

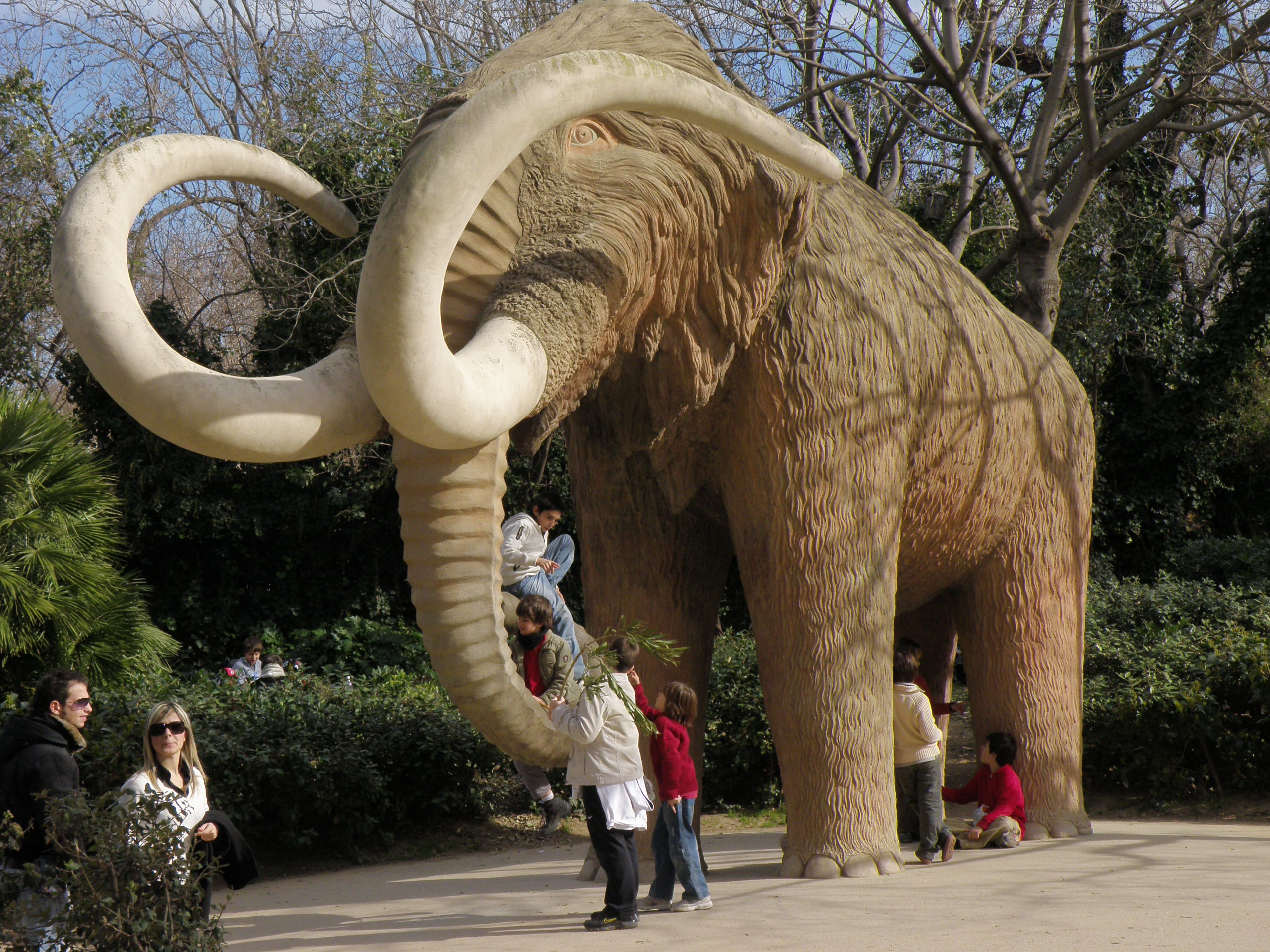
Барселона
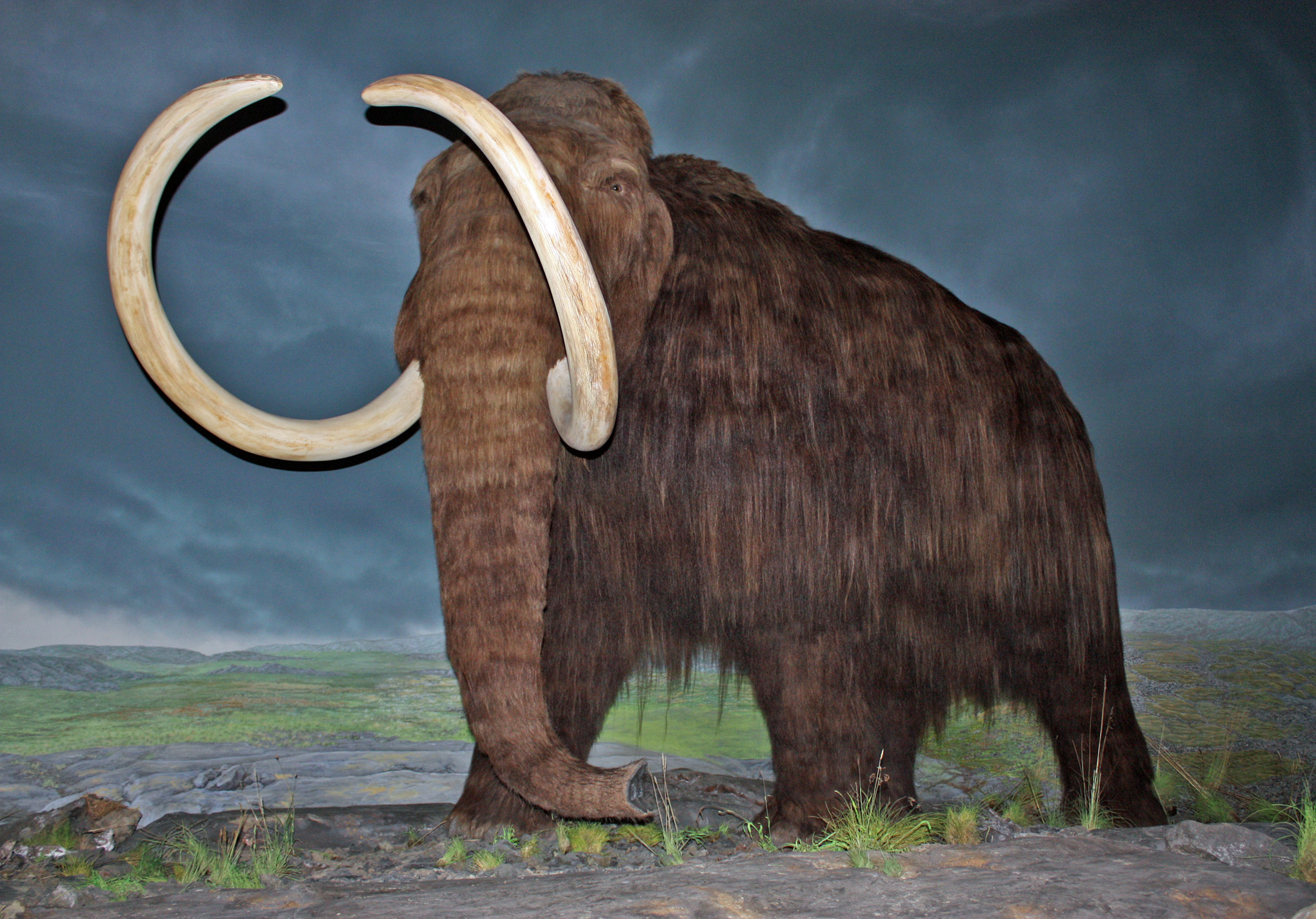
Диорама шерстистого мамонта в Королевском музее Британской Колумбии
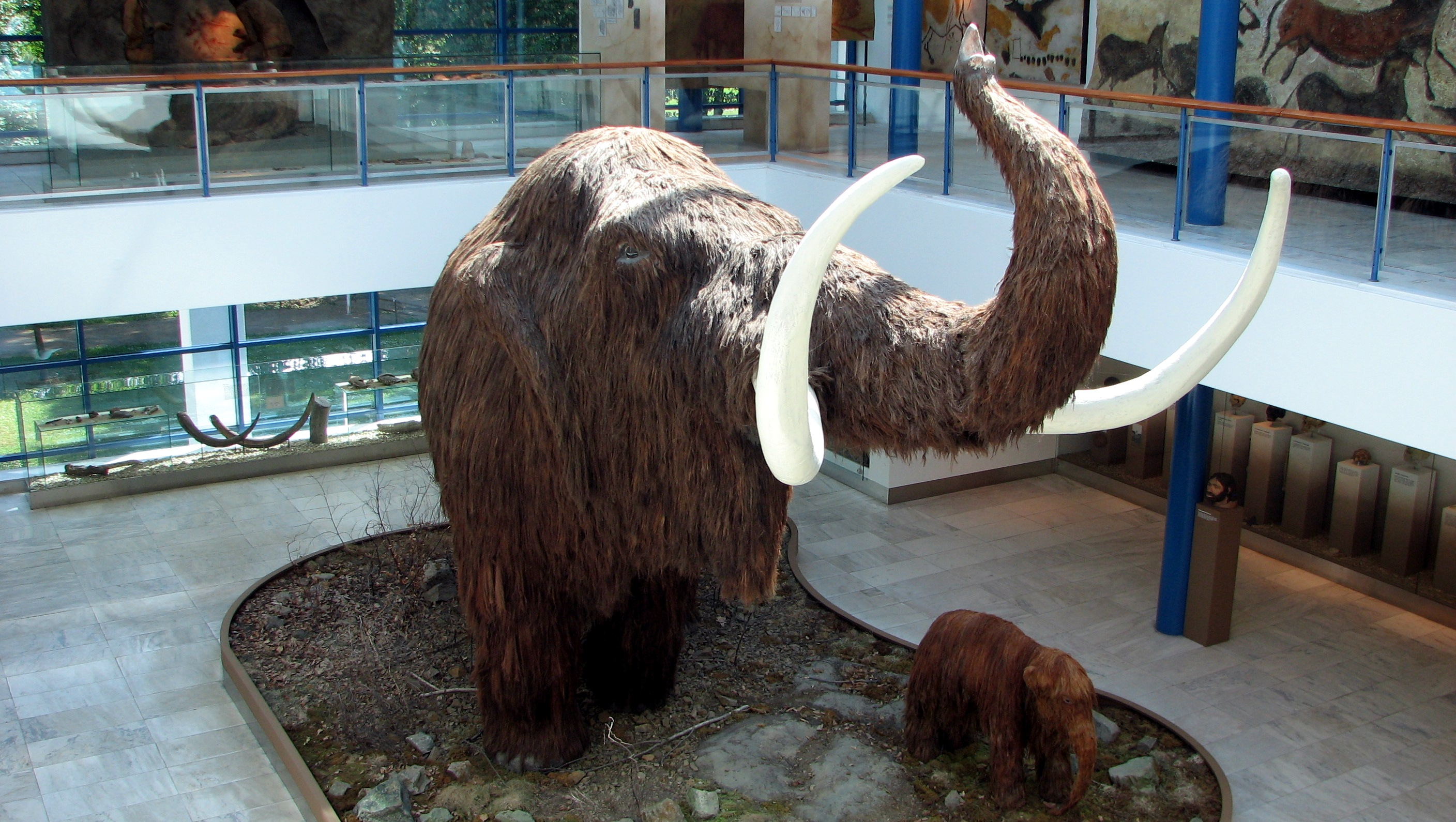
Мамонт в павильоне «Антропос» Моравского земского музея
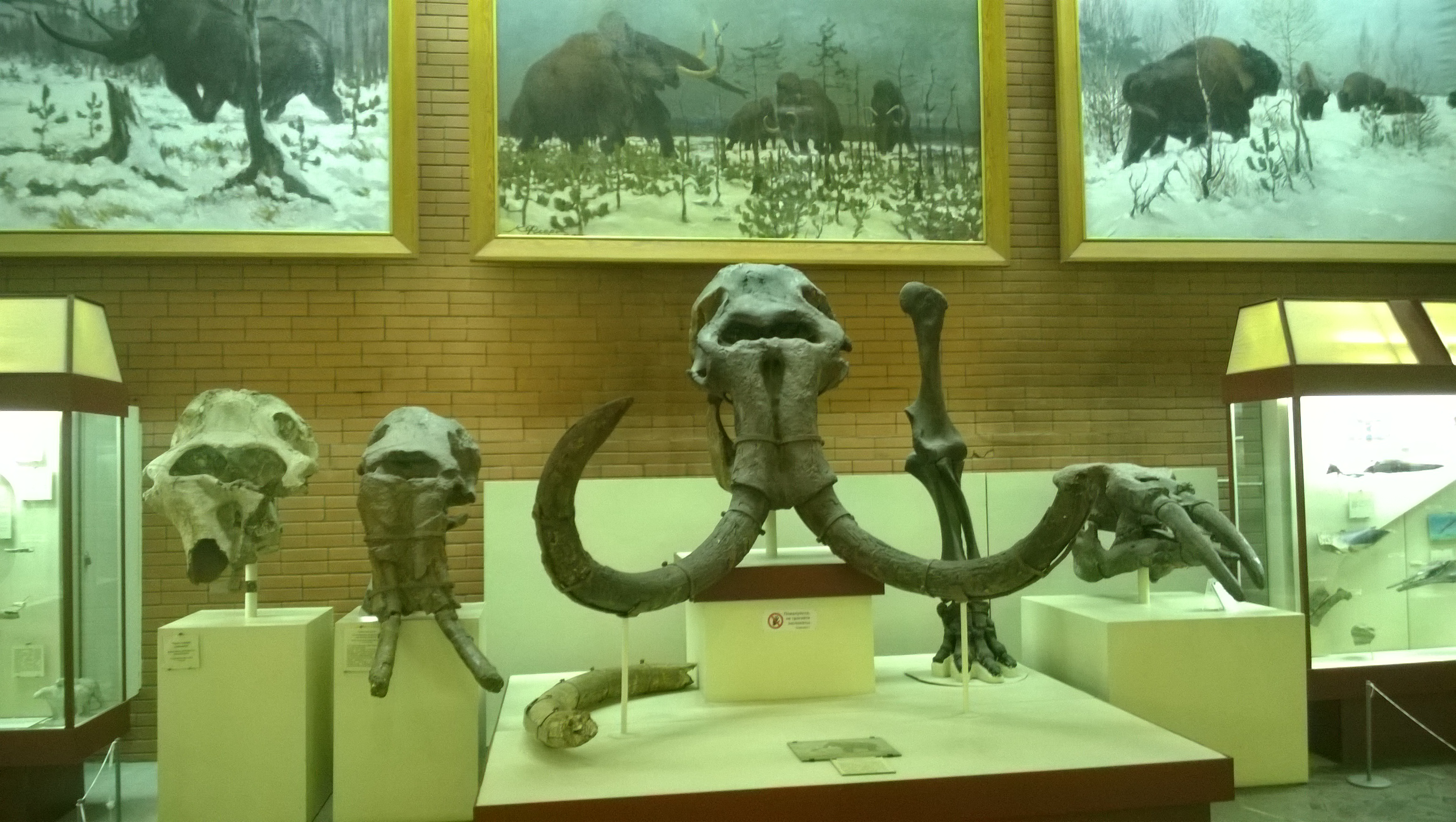
Череп, вид спереди. Палеонтологический музей. Москва
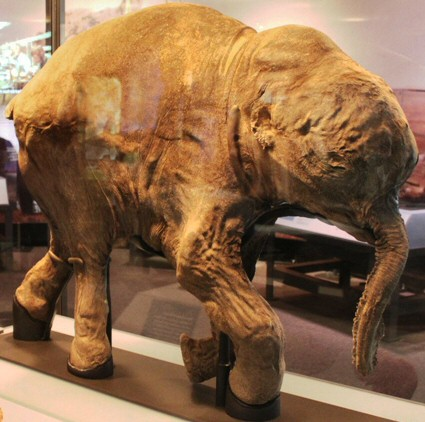
Мамонтёнок Люба в Музейно-выставочном комплексе имени И. С. Шемановского. Салехард (фото с временной выставки в Музее им. Филда)
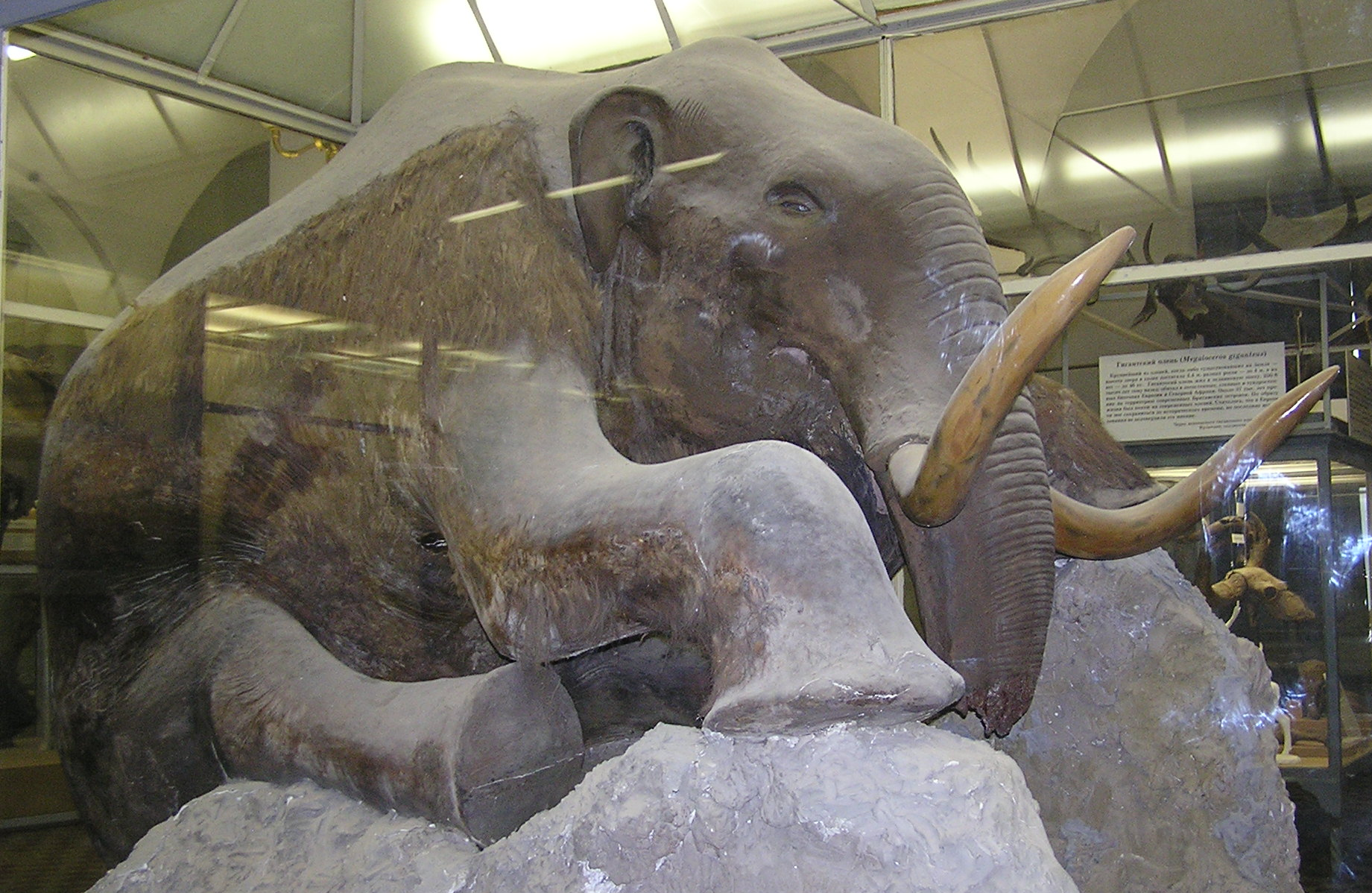
Берёзовский мамонт

## В культуре

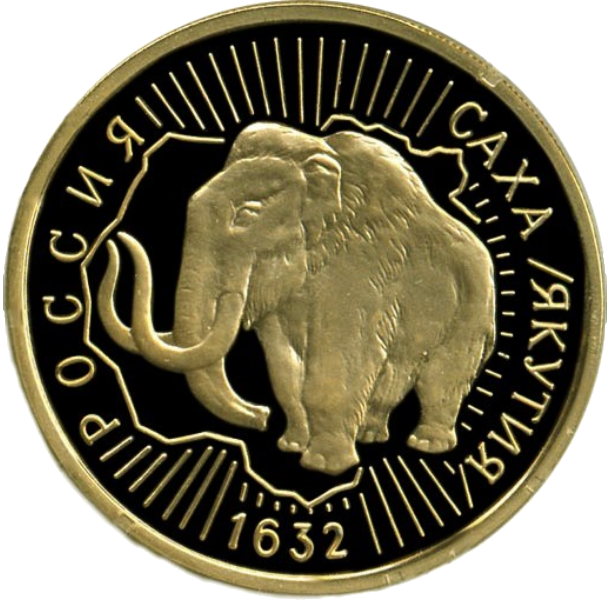
Мамонт на российской монете 1992 года

### В геральдике
Изображение мамонта присутствует на гербах некоторых городов.

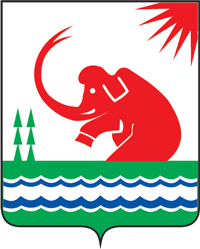
Герб Среднеколымска, Якутия
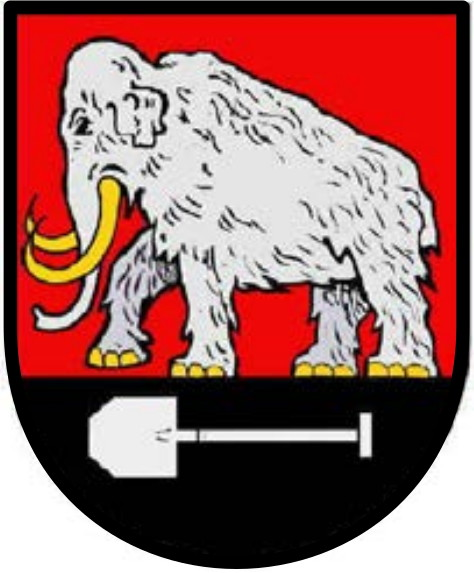
Герб Зедорфа, Германия
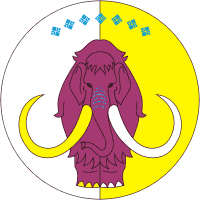
Герб Усть-Янского улуса, Якутия

### В топонимике
В Таймырском Долгано-Ненецком районе Красноярского края, в бассейне Нижней Таймыры есть такие объекты, как Река Мамонта (названа так в честь находки на ней в 1948 году скелета Таймырского мамонта), Левый Мамонт и озеро Мамонта. В Чукотском автономном округе, на острове Врангеля, имеются Мамонтовые горы и река Мамонтовая. В честь мамонта назван полуостров на северо-востоке Ямало-Ненецкого автономного округа, где были найдены останки животного.

### В поэзии
- Велимир Хлебников, «К трупу мамонта» (1911).
- Евгений Евтушенко, «Последний мамонт» (1956).

### В мультипликации
- Советский музыкальный рисованный мультфильм 1981 года «Мама для мамонтёнка».
- Американский полнометражный мультфильм 2002 года «Ледниковый период».

### В компьютерных играх
- В серии игр Syberia основной сюжет посвящён поиску мамонтов.
- Мамонты среди прочих животных присутствуют в игре The Elder Scrolls V: Skyrim.
- Far Cry Primal

### Памятники
- В городе Магадане в 2013 году по проекту скульптора Юрия Руденко был установлен 4-метровый памятник мамонту, сохраняющий габариты и пропорции животного[121].
- В городе Ханты-Мансийск в рамках проекта «Археопарк» стоят скульптуры мамонтов, а также других животных, живших на территории города в ледниковый период, в полный рост[122].
- В городе Якутске памятник мамонту установлен в 1972 году возле Института мерзлотоведения[123].
- В селе Кулешовка Сумской области, на Украине, имеется памятник мамонту, установленный в 1841 году[124].
- На берегу реки Обь на паромной переправе города Салехарда Ямало-Ненецкого автономного округа стоит памятник мамонту в полный рост[125].